# Esperanto
 Poslechnout si článek · info

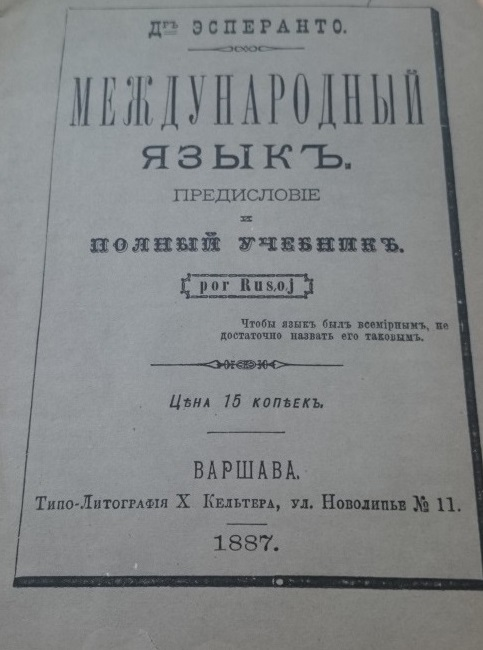
První učebnice esperanta, vydaná ve Varšavě roku 1887

Esperanto (původně Lingvo Internacia – „mezinárodní jazyk“) je nejrozšířenějším mezinárodním plánovým jazykem. Název esperanto je odvozen ze pseudonymu, pod nímž roku 1887 polský židovský lékař Ludvík Lazar Zamenhof základy této řeči publikoval. Záměrem tvůrce bylo vytvořit snadno naučitelný neutrální jazyk, vhodný pro použití v mezinárodní komunikaci; jeho cílem však nebylo nahradit ostatní národní řeči.
Ačkoliv žádná oficiálně uznaná země nepřijala esperanto jako úřední jazyk, je používáno komunitou o odhadovaném počtu 100 000 až 2 000 000 mluvčích, z čehož asi tisícovku tvoří mluvčí rodilí. Dosáhlo také některých mezinárodních uznání, jako jsou dvě rezoluce UNESCO či podpora známých osobností veřejného života. V současnosti je esperanto využíváno pro účely cestování, dopisování, mezinárodních setkání a kulturních výměn, kongresů, vědeckých diskuzí, původní i překladové literatury, divadla a kina, hudby, tištěného i internetového zpravodajství, rozhlasového a televizního vysílání.
Slovní zásoba esperanta pochází především ze západoevropských jazyků, zatímco jeho skladba a tvarosloví poukazují na silný slovanský vliv. Morfémy jsou neměnné a lze je téměř bez omezení kombinovat do rozmanitých slov; esperanto má tedy mnoho společného s izolujícími jazyky jako je čínština, zatímco vnitřní struktura jeho slov připomíná jazyky aglutinační jako je japonština, svahilština nebo turečtina.

## Dějiny

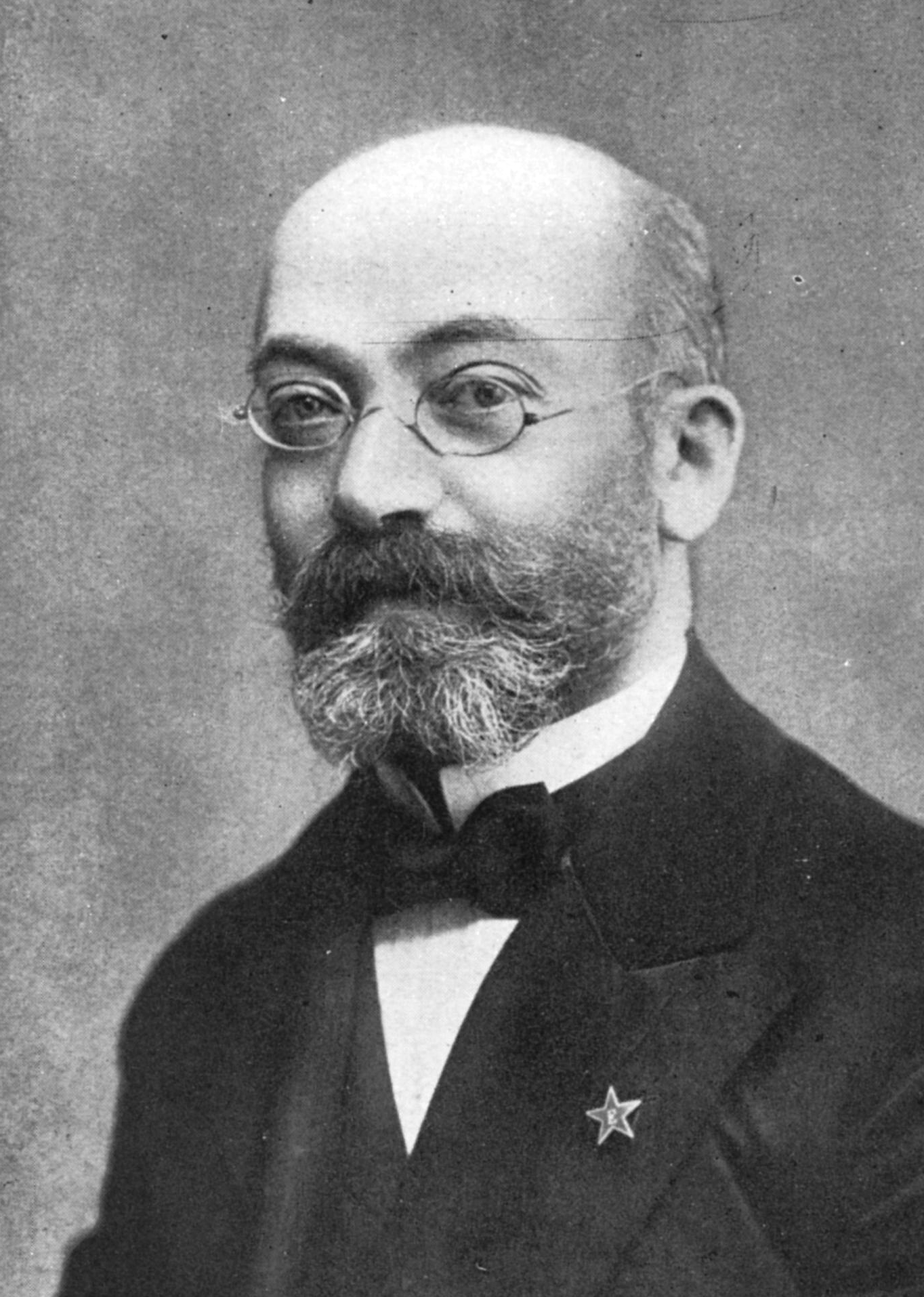
Ludvík Zamenhof

### Zamenhofovo dětství
U zrodu esperanta stál Ludvík Lazar Zamenhof. Vyrůstal v mnohojazyčném, tehdy k Ruskému impériu náležejícím, dnes polském městě Bělostoku, kde byl svědkem častých rozepří mezi jednotlivými etniky (Rusové, Poláci, Němci, Židé). Protože za jednu z hlavních příčin těchto konfliktů považoval neexistenci společného jazyka, začal již jako školák pracovat na projektu nové vhodné řeči, která by tuto roli mohla plnit. Měla by být – na rozdíl od národních jazyků – neutrální a snadno naučitelná, tedy také přijatelná jako druhý jazyk pro všechny, jazyk vyučovaný společně s těmi národními a používaný v situacích vyžadujících dorozumění mezi národy.

### První pokusy

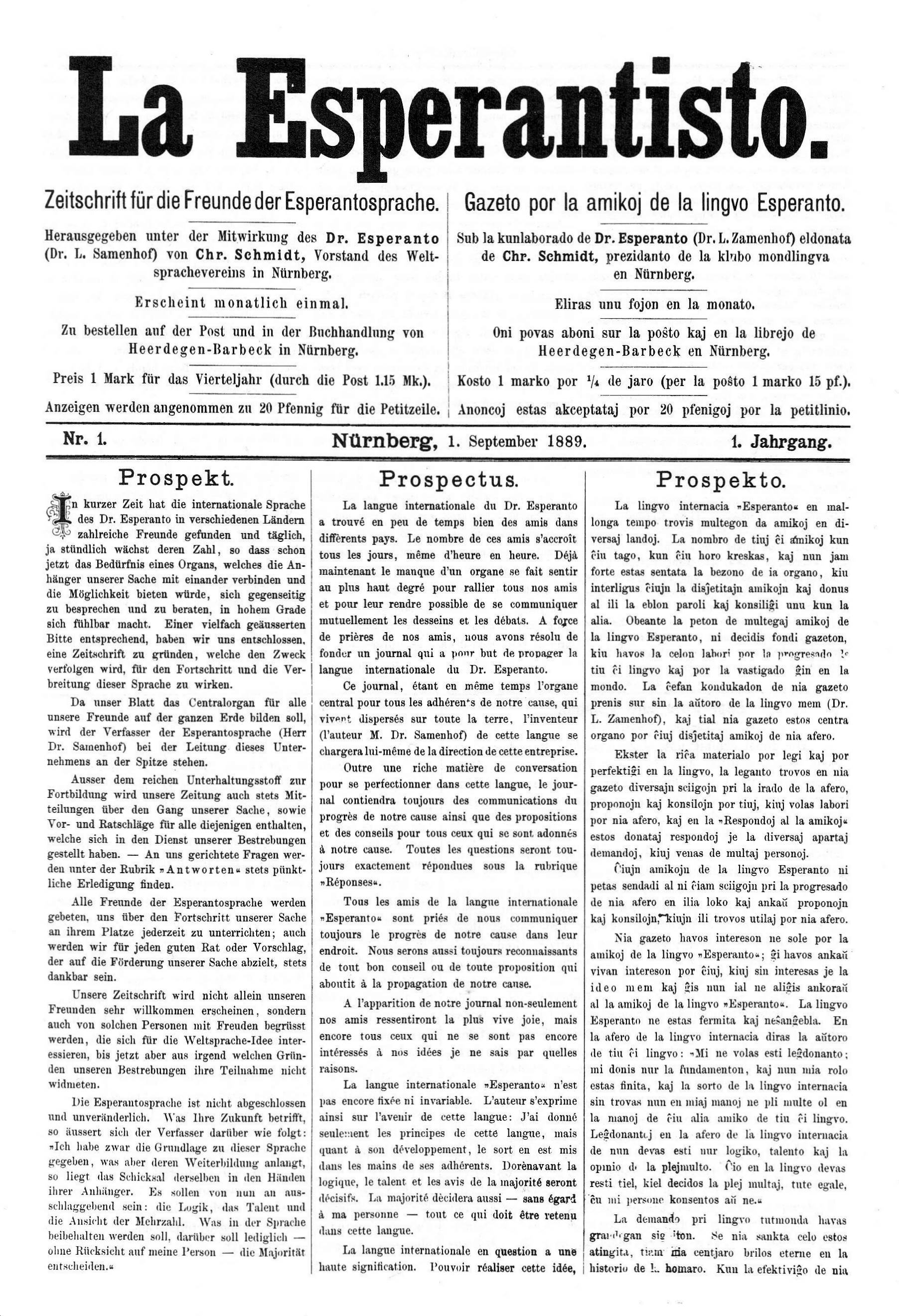
La Esperantisto, první esperantský časopis vydávaný od roku 1889 v Norimberku

Zamenhof nejdříve uvažoval o oživení latiny, kterou se učil ve škole, ale usoudil, že je pro běžné dorozumívání zbytečně složitá. Když studoval angličtinu, povšiml si, že časování sloves podle osoby a čísla není nutné a že gramatický systém jazyka může být mnohem jednodušší, než si předtím myslel. Stále však zůstávala překážka v učení se velkému množství slovíček nazpaměť. Jednou Zamenhofa zaujaly dva ruské nápisy: швейцарская [švejcarskaja] (vrátnice, odvozeno od швейцар [švejcar] – vrátný) a кондитерская [konditěrskaja] (cukrárna, odvozeno od кондитер [konditěr] – cukrář). Tato slova stejného zakončení mu vnukla myšlenku, že užívání pravidelných předpon a přípon by mohlo významně snížit množství slovních kořenů nutných k dorozumění. Aby byly kořeny co nejmezinárodnější, rozhodl se převzít slovní zásobu především z románských a germánských jazyků, tedy těch, jež byly tehdy ve školách na celém světě vyučovány nejčastěji.

### Vznik konečné verze
První Zamenhofův projekt, nazvaný Lingwe Uniwersala, byl víceméně hotov již roku 1878, ale autorův otec, učitel jazyků, považoval tuto práci za marnou a utopistickou, proto zřejmě rukopis, který mu byl svěřen, zničil. V letech 1879–1885 Zamenhof studoval lékařství v Moskvě a Varšavě. Tou dobou začal opět pracovat na mezinárodním jazyce. První obnovené verzi vyučoval roku 1879 své přátele. Po několika letech již překládal poezii, aby jazyk co nejvíce zdokonalil. Roku 1885 autor napsal: „Šest let jsem pracoval na zdokonalování a zkoušení esperanta, ačkoli se mi již v roce 1878 zdálo, že je jazyk úplně hotov.“ Toto období se nazývá Proto-esperanto. Když byl připraven svůj koncept publikovat, carští cenzoři to odmítli povolit. Zamenhof byl velmi zklamán a volný čas trávil překládáním děl jako byl Starý zákon či některé kusy Shakespeara. Toto nucené zpoždění vedlo k dalšímu významnému vylepšení. Roku 1887 konečně ve Varšavě vydal první učebnici «Международный языкъ» (Mezinárodní jazyk). Byl to v podstatě tentýž jazyk, jakým se mluví i dnes. Podle Zamenhofova pseudonymu, pod nímž knihu vydal, Doktoro Esperanto (esperanto – doufající), se řeč brzy začala označovat jako „Jazyk doktora Esperanta“ a později zkráceně jako „esperanto“.

### První pokusy o změny
Zamenhofovi přicházelo veliké množství nadšených dopisů, které často přinášely také návrhy nejrůznějších úprav jazyka. Všechny podněty zaznamenával a později je začal i uveřejňovat v časopise Esperantisto, vycházejícím v Norimberku. V témže periodiku nechal o úpravách také dvakrát hlasovat, většina čtenářů však se změnami nesouhlasila. Po těchto hlasováních na jistý čas ztichly hlasy volající po reformě a jazyk se začal rozšiřovat. Nejvíce odběratelů měl časopis v tehdejším Rusku. Velkou ranou pro něj tedy bylo, když carská cenzura jeho šíření zakázala kvůli článku Lva Nikolajeviče Tolstého. Časopis kvůli tomu musel být zrušen, ale zanedlouho byl vystřídán novým, nazvaným Lingvo Internacia. Nejprve byl redigován ve švédské Uppsale, později v Maďarsku a nakonec v Paříži, kde jeho vydávání zastavila až první světová válka.

### Rozvoj jazykové komunity

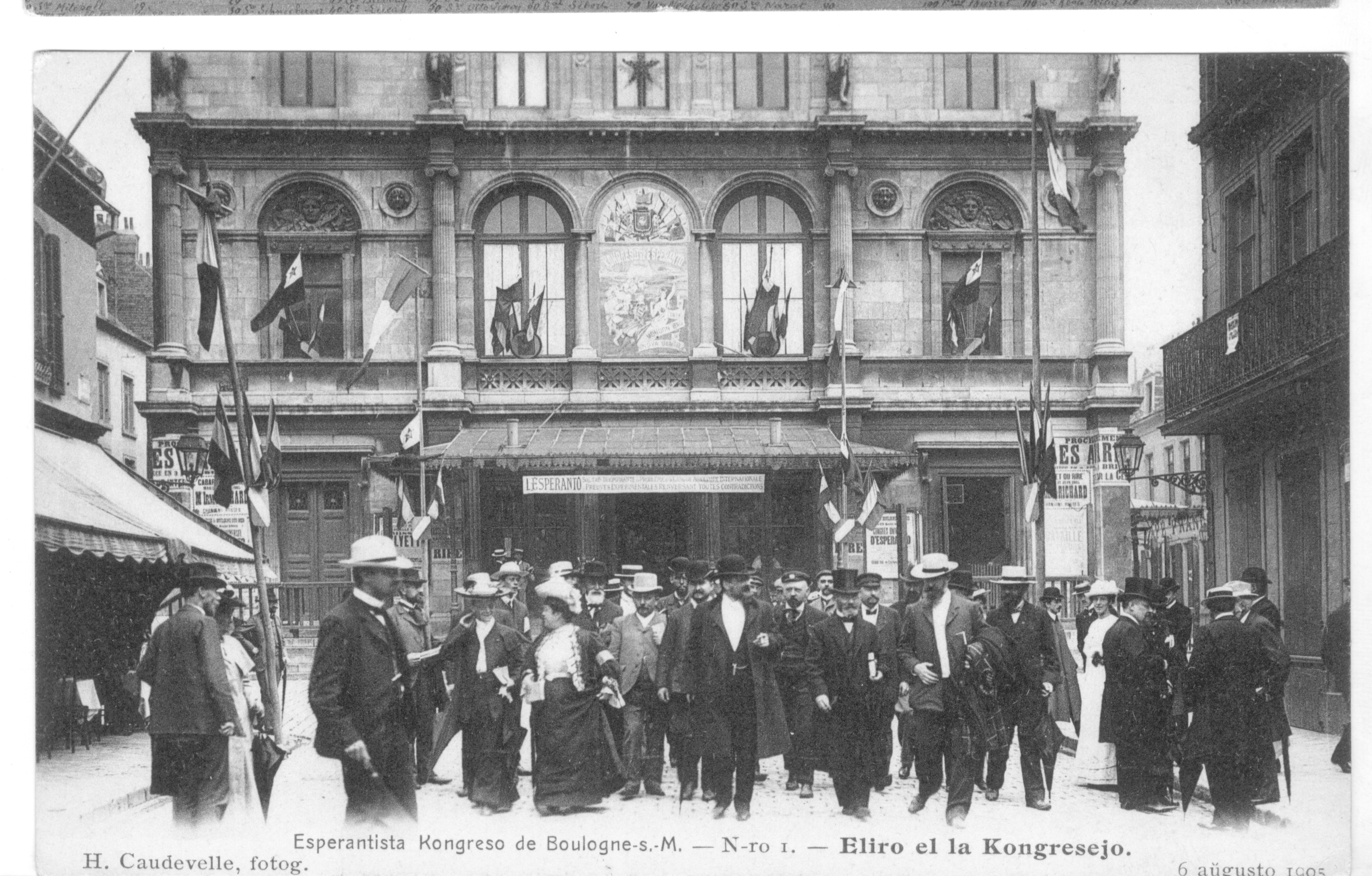
První Světový kongres esperanta v Boulogne-sur-Mer (1905)

Nový mezinárodní jazyk začali brzy jeho uživatelé používat také k organizaci odborné a zájmové činnosti na mezinárodní úrovni. V prvních desetiletích probíhala komunikace v esperantu téměř výhradně písemnou formou, ale po nečekaně úspěšném prvním Světovém kongresu esperanta, uspořádaném roku 1905 ve francouzské Boulogne-sur-Mer, na kterém se ověřily možnosti používání této řeči v mluvené formě, začaly nabývat na intenzitě i osobní kontakty a setkávání mezi jejími mluvčími.
Esperanto brzy začaly pro svou činnost používat i různé organizace a hnutí. Již na světovém kongresu v Barceloně roku 1909 se uskutečnilo několik setkání přítomných katolíků, kteří se nakonec rozhodli uspořádat v nadcházejícím roce, 1910, zvláštní kongres katolických esperantistů. Během něj bylo založeno Mezinárodní sdružení katolických esperantistů (IKUE – Internacia Katolika Unuiĝo Esperantista). Časopis Espero Katolika (Katolická naděje) však vycházel již od roku 1903 a se svými více než 100 lety je dnes nejdéle vycházejícím esperantským periodikem.
V roce 1912 se Zamenhof při slavnostním projevu během osmého Světového kongresu esperanta v Krakově vzdal své oficiální role ve hnutí. Desátý kongres se měl konat roku 1914 v Paříži, přihlásilo se na něj téměř 4000 lidí, ale začínající válka jej znemožnila a Zamenhof se mohl vrátit do své vlasti jen přes skandinávské státy.

### Období světových válek
Světový esperantský svaz sídlil v době války v neutrálním Švýcarsku, odkud skupina esperantistů pod vedením Hectora Hodlera a za podpory Romaina Rollanda zprostředkovávala poštovní styk mezi znepřátelenými zeměmi. Dobrovolníci v Ženevě každý den přeposílali na druhou stranu barikády dvě stě až tři sta dopisů osobního charakteru, podle potřeby kvůli cenzuře příslušně přeložených. Celkem takto esperantisté pomohli v přibližně 200 tisících případech, za což jim bylo po válce uděleno čestné uznání Společnosti národů.[zdroj⁠?!]
Po válce touha po míru a harmonii vzbudila nové naděje, díky čemuž se esperanto velmi rychle šířilo. První poválečný kongres se konal roku 1920 v Haagu, 13. světový kongres v roce 1921 v Praze. Roku 1927 bylo ve vídeňském Hofburgu otevřeno Mezinárodní esperantské muzeum, v roce 1929 připojené k Rakouské národní knihovně a dnes sídlící v samostatné budově.
Slibný vývoj však přerušila druhá světová válka: Mezi národy bylo vyvoláváno nepřátelství, esperantisté byli povoláváni na frontu a mnozí zde padli, velké množství židovských esperantistů zahynulo v koncentračních táborech a gulazích (mnohdy v přímé souvislosti s jejich vztahem k esperantu). V holokaustu zahynuly i všechny tři děti Ludvíka Zamenhofa, pouze jeho vnuk Louis-Christophe Zaleski-Zamenhof unikl v roce 1942 z varšavského ghetta, skrýval se pod falešným jménem a poté emigroval do Francie, kde zemřel v roce 2019.

### Po druhé světové válce

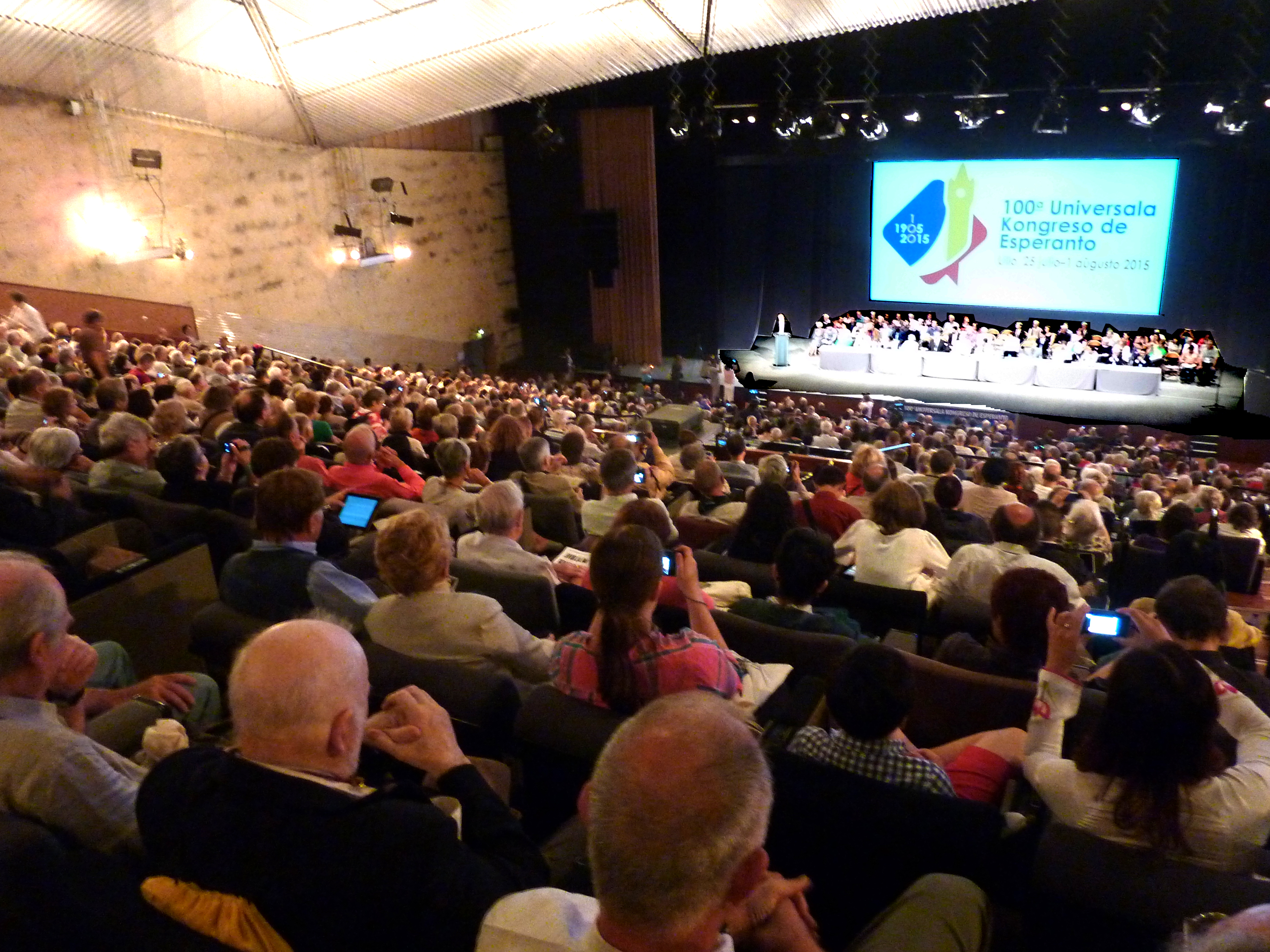
Lille, 2015: Jubilejní stý Světový kongres esperanta s 2698 účastníky

Snahy o prosazení esperanta jako univerzálního jazyka se přesto setkávaly s pozitivní odezvou i po válce: Petice v jeho prospěch adresované Spojeným národům podepsalo přes 80 milionů lidí, v Československu například prof. Jaroslav Heyrovský, nositel Nobelovy ceny.
Valné shromáždění UNESCO přijalo podobné rezoluce v Montevideu 10. prosince 1954 a v Sofii 8. listopadu 1985. Vzalo v nich na vědomí výsledky dosažené esperantem na poli mezinárodní duchovní výměny i pro sblížení národů světa a vyzvalo členské státy, aby se chopily iniciativy při zavádění studijních programů o jazykovém problému a esperantu na svých školách a institucích vyššího vzdělávání.
K esperantu se hlásila i rada předsedů Polské akademie věd. Jubilejního 72. Světového kongresu roku 1987 (výročí 100 let od uveřejnění jazyka) se ve Varšavě zúčastnilo téměř šest tisíc lidí z 60 národů.
Pokroků dosáhli také katoličtí esperantisté – roku 1990 byl vydán dokument Norme per la celebrazione della Messa in esperanto, kterým Svatý stolec povoluje vysluhovat mši svatou v této řeči bez zvláštního povolení. Esperanto se tak stalo jediným schváleným umělým liturgickým jazykem katolické církve.
Jedním z pozdních konkurentů esperanta se stal v roce 1930 projekt zjednodušené angličtiny C. K. Ogdena. Ten našel za druhé světové války podporu u Winstona Churchilla, který již v roce 1943 vyzdvihl ekonomické a politické výhody šíření angličtiny pro Velkou Británii a Spojené státy americké, protože to podle něj přinese těmto zemím „mnohem trvalejší a větší zisk než zabírání velkých území“. Ustavení angličtiny jako mezinárodního jazyka „za účelem podpory a udržování západních hospodářských zájmů“ dostala za cíl státem zřízená Britská rada (British Council), k jejímž snahám se v 50. letech připojily i Spojené státy. Skutečnost, že mnohé z cílů esperantského hnutí dosud nedošly naplnění a že jako dorozumívací jazyk většiny mezinárodních aktivit se dnes používá angličtina, bývá často přisuzována právě technologické a kulturní dominanci Velké Británie a USA po druhé světové válce.

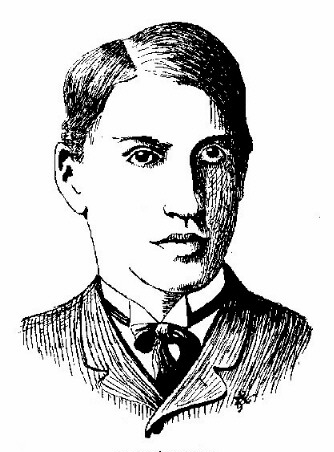
František Vladimír Lorenc, autor první české učebnice esperanta

### Historie esperanta v českých zemích

#### Historie esperanta v českých zemích do první světové války
První českou učebnici, nazvanou „Úplná učebnice mezinárodní řeči dra. Esperanta“, vydal již v roce 1890, tři roky po zveřejnění řeči Zamenhofem, František Vladimír Lorenc. První esperantský klub byl založen roku 1901 v Brně. Mezi zakladatele patřili například dělnický poslanec Josef Hybeš a redaktor Dělnických listů Karel Pelant. V Praze byl první klub založen roku 1902, spoluzakladatelem byl Stanislav Kostka Neumann. Roku 1902 byly v Praze dva svazy – Bohema Unio Esperantista, jenž přijímal pouze kluby a spolky, a Bohema Asocio Esperantista, určený pro jednotlivce. Oba vydávaly vlastní časopis.

#### Historie esperanta v českých zemích mezi válkami

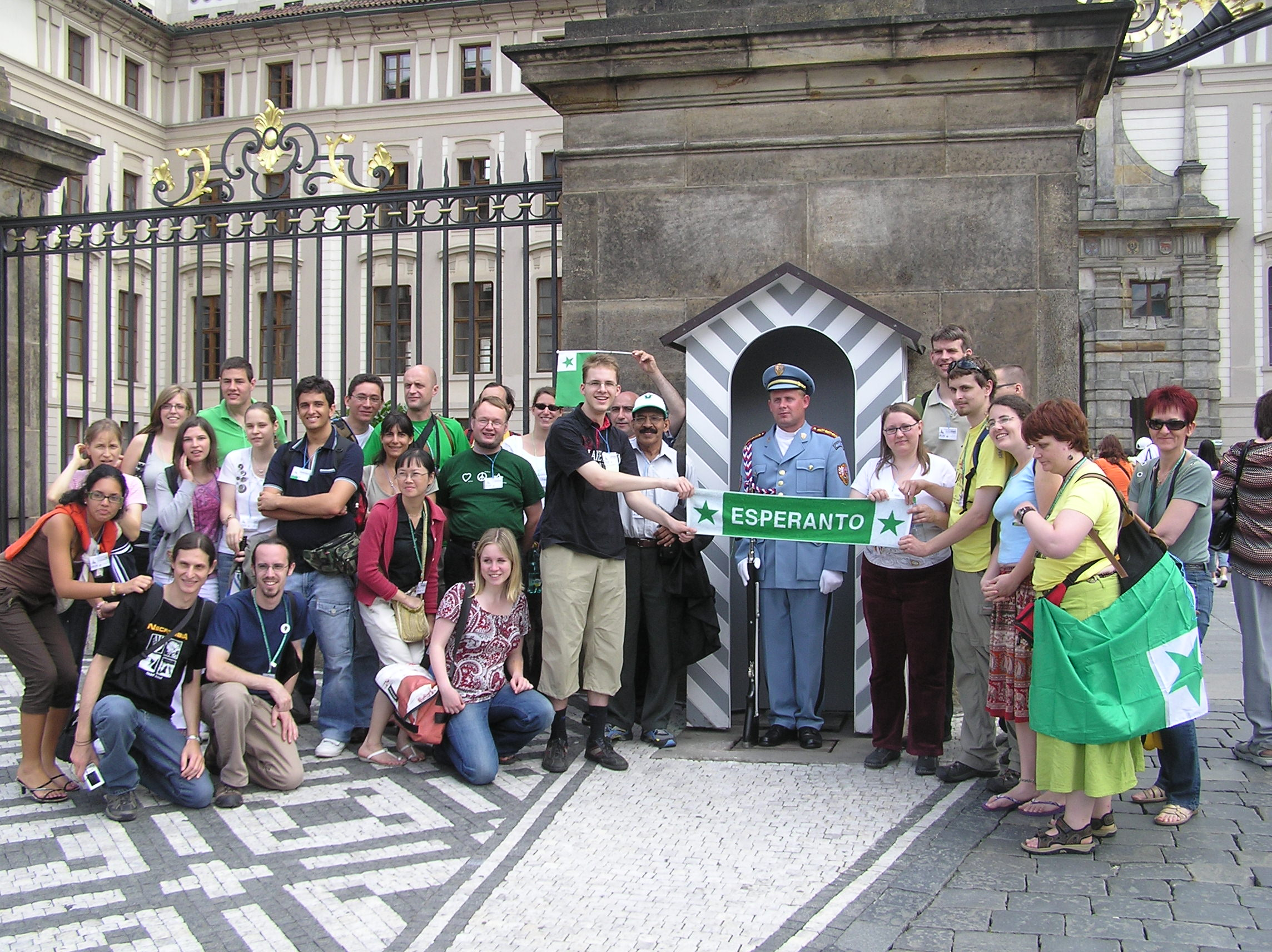
Účastníci 65. Mezinárodního kongresu esperantské mládeže (Liberec, 2009) na Pražském hradě

Už od března 1918 vycházel v Čechách časopis La Progreso, později na Moravě také Ligilo. Oba konkurenční esperantské svazy se po první světové válce spojily pod jménem Ĉeĥoslovaka Asocio Esperantista. V létě roku 1921 se v Paláci Žofín na Slovanském ostrově v Praze za přítomnosti 2561 účastníků sjel třináctý Světový kongres esperanta pod záštitou československé vlády a prezidenta Masaryka. V duchu doby nechyběly idealistické projekty usilující o emancipaci dělnictva: Na kongresu v Praze byla založena levicově orientovaná Beznárodnostní světová asociace a v letech 1925–1932 více než tisícovka Čechoslováků (mezi nimi i rodina Alexandra Dubčeka) pod vedením družstva Interhelpo vedeného idisty vycestovala budovat socialismus do Kyrgyzstánu.
V marné snaze o získání přízně německého obyvatelstva byl v roce 1936 československý svaz esperantistů přejmenován na Esperanto-Asocio en ČSR. Po vypuknutí druhé světové války byl roku 1940 svaz zlikvidován gestapem a obnoven být mohl až v roce 1945.
Po mnoho let byly pořádány pravidelné letní školy esperanta v Doksech a semináře v Dudincích, Herborticích, Karlových Varech, Opátce u Košic, Rožnově pod Radhoštěm, v Popradu a Svitu. Před druhou světovou válkou, v letech 1931–1938, byly vedeny z Brna tři rozhlasové kurzy esperanta. Kromě kurzů a přednášek byly odtud vysílány také umělecky hodnotné činoherní, operní, operetní a kabaretní pořady, ve kterých účinkovali mimo jiné Karel Höger, František Kožík, Zdeňka Švabíková či Vladimír Leraus. Po válce vysílala v esperantu stanice Praha třikrát denně, pořady v tomto jazyce nechyběly ani v relacích z Ostravy a Bratislavy. Esperantské vysílání Československého rozhlasu, zaměřené na šíření české kultury v zahraničí, vešlo ve známost pod jménem Verda Stacio.

#### Historie esperanta v českých zemích po druhé světové válce
Ve vyhlazovacích táborech zahynulo za války množství esperantistů, především židovského původu, mezi něž patřil např. Petr Ginz – syn česko-židovského páru esperantistů později proslavený knihou Deník mého bratra. Německy mluvící esperantisté byli zase odsunuti do Německa. Kontakt mezi esperantisty v Československu od roku 1946 zprostředkovával časopis Esperantista, na Slovensku Esperantisto Slovaka. Do roku 1950 bylo uspořádáno osm Celostátních československých esperantských sjezdů, z toho tři v Brně.
Následkem politických změn byl opětovný rozvoj esperantského hnutí přerušen v roce 1952, kdy bylo esperantskému svazu i všem esperantským odbočkám závodních klubů „doporučeno“, aby se rozpustily, protože „od dob, kdy soudruh Lenin zdůraznil význam esperanta pro dělnickou třídu, uplynulo velmi mnoho času“ a „mezi tím… statisíce dělníků… učí se mateřštině průkopníků socialismu – ruštině“. Esperantské časopisy musely přestat vycházet, kluby mohly existovat pouze u osvětových besed nebo při parcích kultury a oddechu, jejich činnost řídil Celostátní poradní esperantský výbor, později Československý esperantský výbor u Osvětového ústavu v Praze.
Od poloviny šedesátých let 20. století docházelo opět k vzestupu zájmu o esperanto a prakticky každé okresní město mělo svůj esperantský klub. V březnu 1969 byl v Brně založen Český esperantský svaz (ČES – Ĉeĥa Esperanto-Asocio). Roku 2005 se z něj po svém znovuobnovení vydělila sekce mládeže jako Česká esperantská mládež (ĈEJ – Ĉeĥa Esperanto-Junularo). Otevření státních hranic po sametové revoluci z roku 1989 vedlo ke snížení zájmu o esperanto, ale zároveň usnadnilo českým esperantistům cestování do zahraničí a zahraničním esperantistům návštěvy Česka. Uskutečnil se 81. Světový kongres esperanta v Praze (1996) a 65. Mezinárodní kongres esperantské mládeže v Liberci (2009). Uspořádáním 110. Světového kongresu esperanta v roce 2025 bylo pověřeno Brno.

#### Literatura

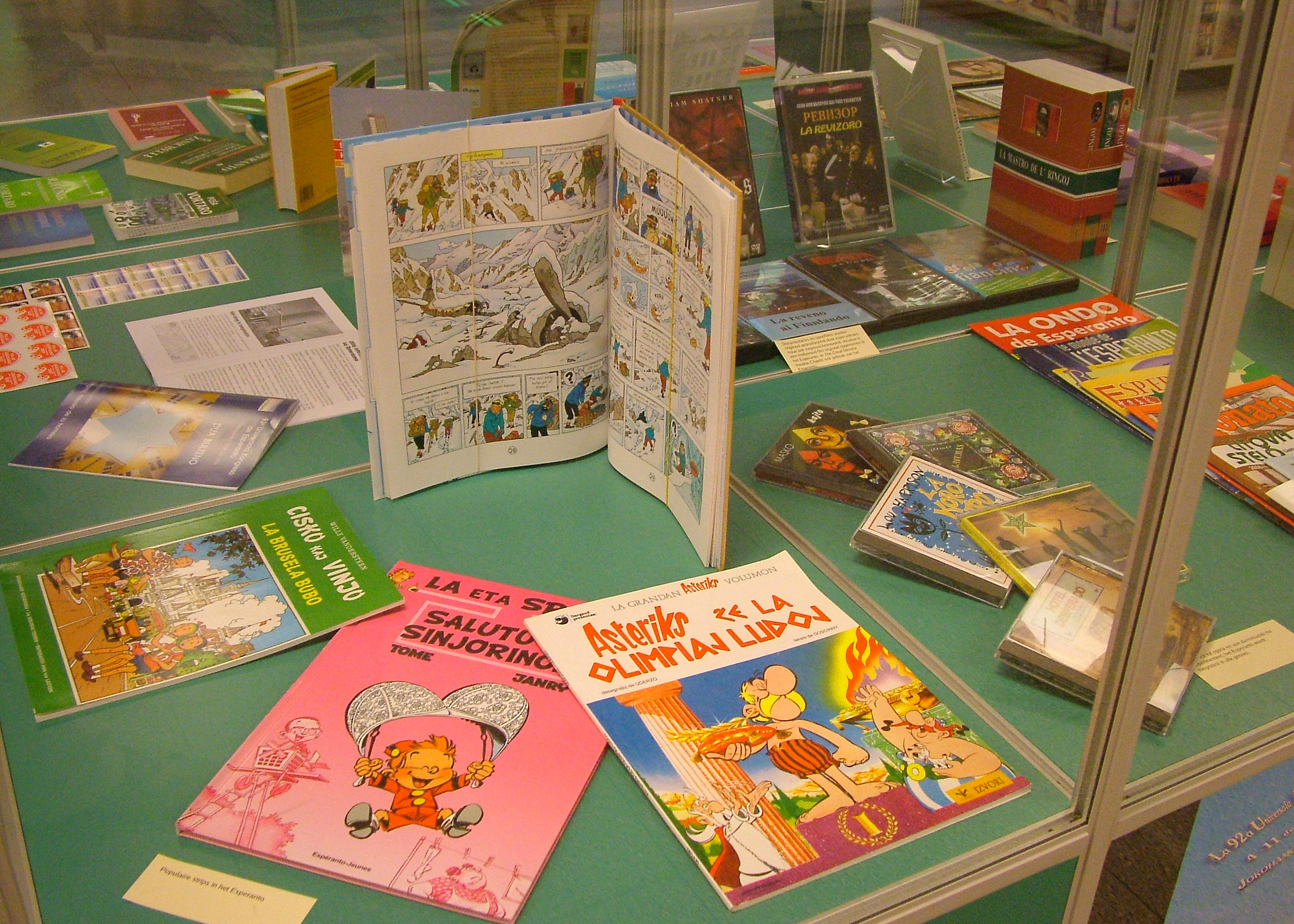
Komiksy Asterix, Tintin a Malý Spirou v esperantském překladu

## Esperantská současnost

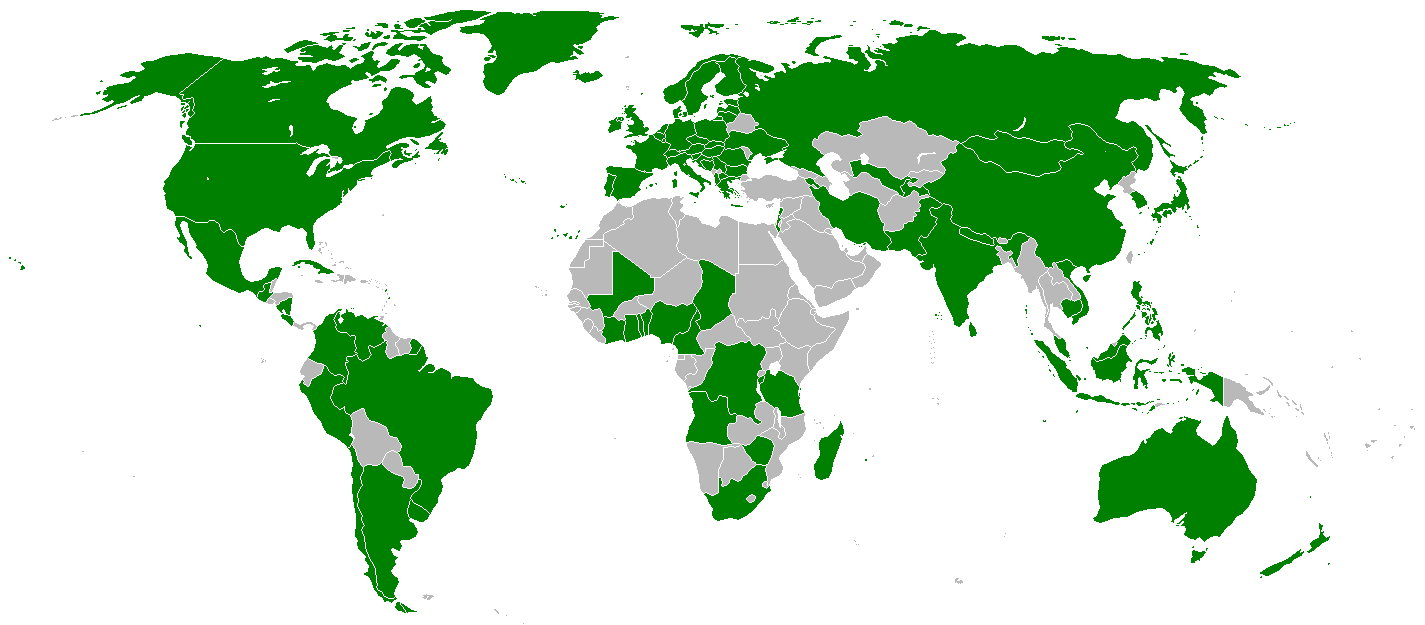
Mapa zemí světa, ve kterých existuje národní esperantská organizace

V dnešním světě, který stále jasněji vnímá práva menšin i jazykovou a kulturní rozmanitost, získává mezinárodní jazyk esperanto opět pozornost rozhodujících činitelů. Nevládní organizace a sdružení naléhají, aby se nastolila otázka mezinárodní řeči na pořad diskuze Spojených národů a Evropské unie. V červenci 1996 Sympozium mezinárodních organizací na počest Inazo Nitobeho svolalo v Praze skupinu nezávislých expertů, kteří prověřovali tehdejší postavení esperanta a navrhli jeho začlenění do aktuálních rozhovorů o jazykových právech a jazykové politice. Pražský manifest (přijatý na Světovém esperantském kongresu roku 1996 v Praze), moderní deklarace hodnot a cílů motivujících esperantské hnutí, zdůrazňuje jazykovou demokracii a zachování jazykové rozmanitosti. Mezi známými osobnostmi používajícími esperanto v poslední době jsou mimo jiné nositel Nobelovy ceny Reinhard Selten (1994), šachistka Judit Polgárová a Tivadar Soros, otec finančníka George Sorose. Esperanto se jako komunikační prostředek používá i v projektu „Dialogy domorodců“, programu na posilnění výměny zkušeností mezi domorodými národy ve světě, který odmítá bývalé koloniální jazyky.
Tvůrce esperanta Ludvík Lazar Zamenhof věděl, že jazyk se musí rozšiřovat kolektivním používáním, proto omezil svůj prvotní návrh na minimální gramatiku a malou slovní zásobu. Dnes je však esperanto plně rozvinutým jazykem s celosvětovou komunitou mluvčích a kompletními vyjadřovacími prostředky. Mnohé ze Zamenhofových idejí předešly myšlenky zakladatele moderní lingvistiky Ferdinanda de Saussure, jehož bratr René byl esperantistou.

### Stav vývoje jazyka

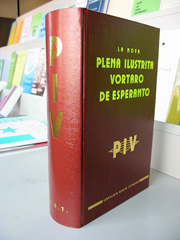
Odborný esperantský slovník Plena Ilustrita Vortaro uvádí 16 780 slovních kořenů a 46 890 lexikálních jednotek, především odborných termínů

Na začátku jazyk esperanto sestával z asi tisíce slovních kořenů, z nichž bylo možno vytvořit 10–12 tisíc slov. Dnešní esperantské slovníky často obsahují i 15–20 tisíc kořenů, ze kterých lze již vytvářet slov statisíce; jazyk se navíc stále vyvíjí. Aktuální tendence sleduje a kontroluje Akademie esperanta. V průběhu historie již bylo esperanta využíváno za účelem dosažení téměř všech představitelných cílů, některé z nich byly problematické či vyvolávající polemiku. Esperanto bylo zakázáno a jeho uživatelé pronásledováni jak za Stalina, který je považoval za „řeč kosmopolitů“, tak za Hitlera, který jej v knize Mein Kampf označil za „řeč Židů“ (Zamenhof, tvůrce esperanta, byl Žid). Nynější esperanto je výsledkem kolektivní práce několika set básníků, filologů, spisovatelů a tří generací jeho uživatelů. Za více než 120 let bylo vytvořeno mnoho tisíc slov, výrazů, slovních obratů, metafor aj., byly také vypracovány desítky odborných slovníků pro různé vědní obory.

### Uživatelé jazyka
Světový esperantský svaz (UEA – Universala Esperanto-Asocio), jehož členové tvoří nejaktivnější část esperantské komunity, má své národní svazy v 62 státech a individuální členy v téměř dvojnásobném počtu zemí. Počet prodaných učebnic a členské statistiky místních skupin ukazují, že lidí s minimální znalostí jazyka jsou statisíce či dokonce miliony. Mluvčí esperanta se nacházejí na celém světě, a to se značnou koncentrací v tak různých zemích jako je Brazílie, Bulharsko, Čína, Írán, Japonsko, Kuba či Madagaskar.
Podle údajů projektu Ethnologue je celkový počet mluvčích esperanta odhadován na dva miliony. Historik a esperantista Ziko Marcus Sikosek tento odhad označil za nadsazený, vycházeje z porovnání s reálnými počty mluvčích v Kolíně nad Rýnem a počty členů esperantských organizací. Jiné odhady udávají skromnější čísla, obvykle mezi statisícem a miliónem. Nepřesnosti v údajích plynou především ze skutečnosti, že počet uživatelů kteréhokoli mezinárodního pomocného jazyka je obecně obtížné zjistit, jelikož například sčítáním lidu se ve většině zemí světa zjišťuje pouze mateřský jazyk obyvatel, nikoli jejich další jazykové znalosti. Pro asi dva tisíce mluvčích je esperanto rodným jazykem, a to díky jeho používání v domácnostech, například v mezinárodních manželstvích.

### Vyučování esperanta

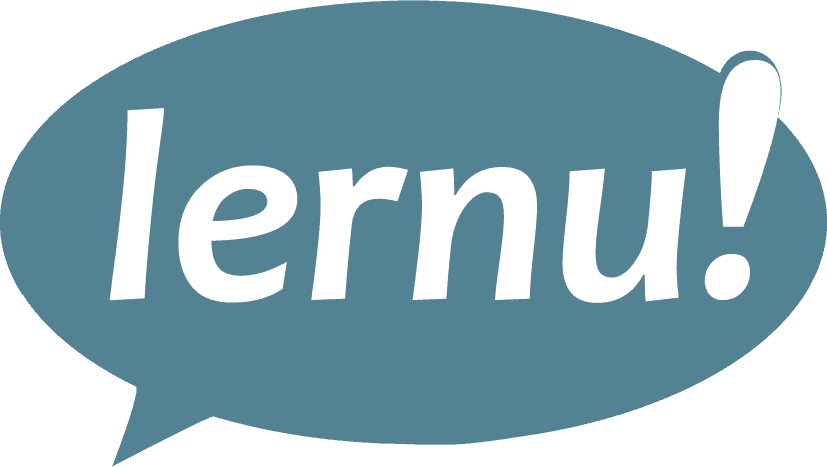
lernu! je nejnavštěvovanější web pro bezplatné studium esperanta

Některé zdroje uvádí, že studium esperanta je několikanásobně jednodušší než studium národních jazyků. Dorozumívat se esperantem je možno začít velmi rychle, což poskytuje ideální úvod do studia cizích jazyků. Už za několik týdnů si mohou studenti začít v této řeči dopisovat a za několik měsíců mohou v rámci svých škol či soukromě cestovat do ciziny. Experimentální a neformální pozorování naznačují, že předcházející učení se esperantu může mít pozitivní účinky na následné studium jiných cizích jazyků (hovoří se o takzvaném propedeutickém efektu). Byly prováděny i některé pokusy o formální výzkum tohoto fenoménu: například skupina studentů, která se učila rok esperanto a poté tři roky francouzštinu, měla lepší výsledky než kontrolní skupina, která se učila francouzštinu celé čtyři roky. Podobné výsledky byly získány, i když byla druhým jazykem japonština nebo při zkrácení doby experimentu na polovinu. Zmiňovaná studie však již neuvádí, jakých výsledků dosahují studenti, kteří se v prvním roce učí jiný cizí jazyk než esperanto, například latinu.
Ačkoli se esperanto vyučuje na některých školách (v Česku například na Masarykově univerzitě v Brně a Univerzitě Palackého v Olomouci), nejčastěji se ho lidé učí jako samouci, pomocí korespondenčních či multimediálních kurzů (papírovou i elektronickou poštou nebo prostřednictvím webů jako je lernu! nebo Duolingo) či v místních esperantských klubech. Mezinárodním esperantským setkáním speciálně zaměřeným na začátečníky je Letní škola esperanta pořádaná od roku 2007 na Slovensku. Existují učebnice a pomůcky pro samouky ve více než 100 jazycích.

### Oficiální status a uznání

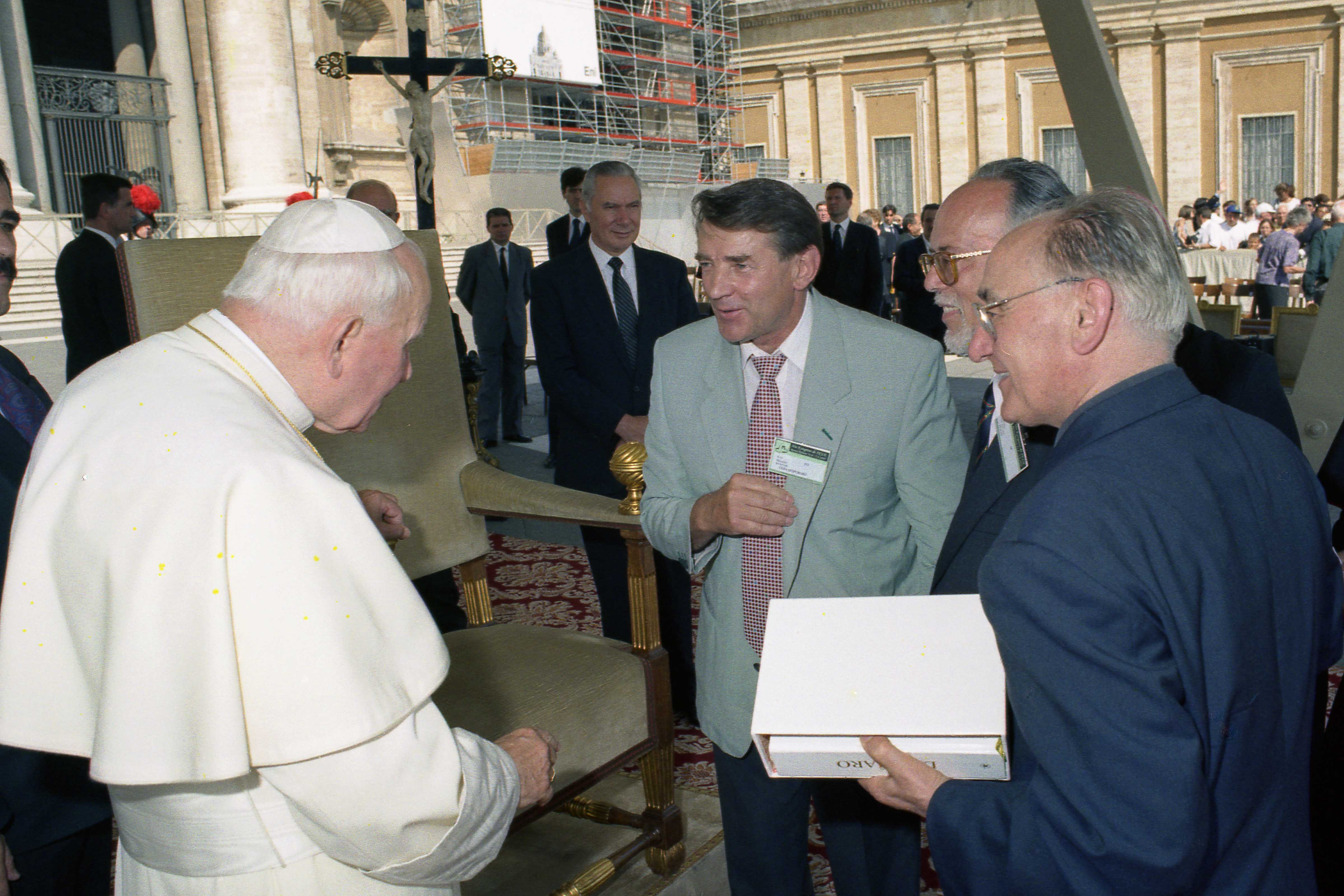
Esperanto je jako jediný umělý jazyk uznaným liturgickým jazykem římskokatolické církve

Esperanto není oficiálním jazykem žádné země, přestože na počátku 20. století existovaly plány na ustanovení Neutrálního Moresnetu jako vůbec prvního esperantského státu a na krátce existujícím umělém Růžovém ostrově existoval roku 1968 mikronárod, jenž používal esperanto jako svůj oficiální jazyk. Tato řeč nicméně slouží jako oficiální pracovní jazyk některých neziskových organizací (především v rámci esperantského hnutí). Esperanto je také jediným schváleným umělým liturgickým jazykem katolické církve. Překlady do a z esperanta nabízejí komerční překladatelské agentury a v České republice je rovněž jmenováno několik soudních tlumočníků pro esperanto.
Roku 1954 Valné shromáždění UNESCO uznalo, že výsledky dosažené esperantem jsou v souladu s cíli této organizace. V důsledku toho byly ustanoveny oficiální vztahy mezi UNESCO a Světovým esperantským svazem, který se stal nestátní členskou organizací kategorie B. Spolupráce mezi nimi přetrvává: Roku 1977 vystoupil generální ředitel UNESCO Amadou-Mahtar M’Bow s projevem na 62. Světovém esperantském kongresu v islandském Reykjavíku. V roce 1985 vyzvalo Valné shromáždění UNESCO členské státy a mezinárodní organizace jak k zavedení studijních programů o jazykovém problému a esperantu ve školách, tak k prostudování možnosti využití tohoto jazyka v mezinárodním styku. Světový esperantský svaz má poradní vztahy s Organizací spojených národů (OSN), UNICEF, Radou Evropy, Organizací amerických států a Mezinárodní organizací pro normalizaci (ISO).
Švýcarský ekonom François Grin spočítal, že přijetí esperanta Evropskou unií by přineslo úsporu 25 miliard eur ročně a přímo by z něj profitovalo 85 % občanů, zatímco nynější dominance angličtiny znamená zisk 17–18 miliard eur ročně pro Spojené království, což nezahrnuje výhody plynoucí z nadřazeného postavení rodilých mluvčí v jednáních a sporech vedených v angličtině.
Evropská politická strana Evropa – Demokracie – Esperanto získala ve volbách do Evropského parlamentu v roce 2004 ve Francii 25 259 hlasů a v roce 2009 28 944 hlasů ve Francii a 11 722 v Německu. Organizace Evropská esperantská unie předložila v dubnu 2012 Evropské komisi jednu z prvních evropských občanských iniciativ, která navrhuje doplnit evropskou hymnu slovy v esperantu a umožnit tak občanům zpívat ji společně a posílit tím evropskou identitu při zachování identit národních.
Usnesením městské rady nese od 11. července 2006 německé město Herzberg am Harz oficiální označení esperantské město (Herzberg am Harz – die Esperanto-Stadt/La Esperanto-urbo), s čímž je spojeno pořádání kulturních a vzdělávacích aktivit souvisejících s esperantem, jakož i partnerství s polským městem Góra realizované na základě esperanta.

### Využití esperanta

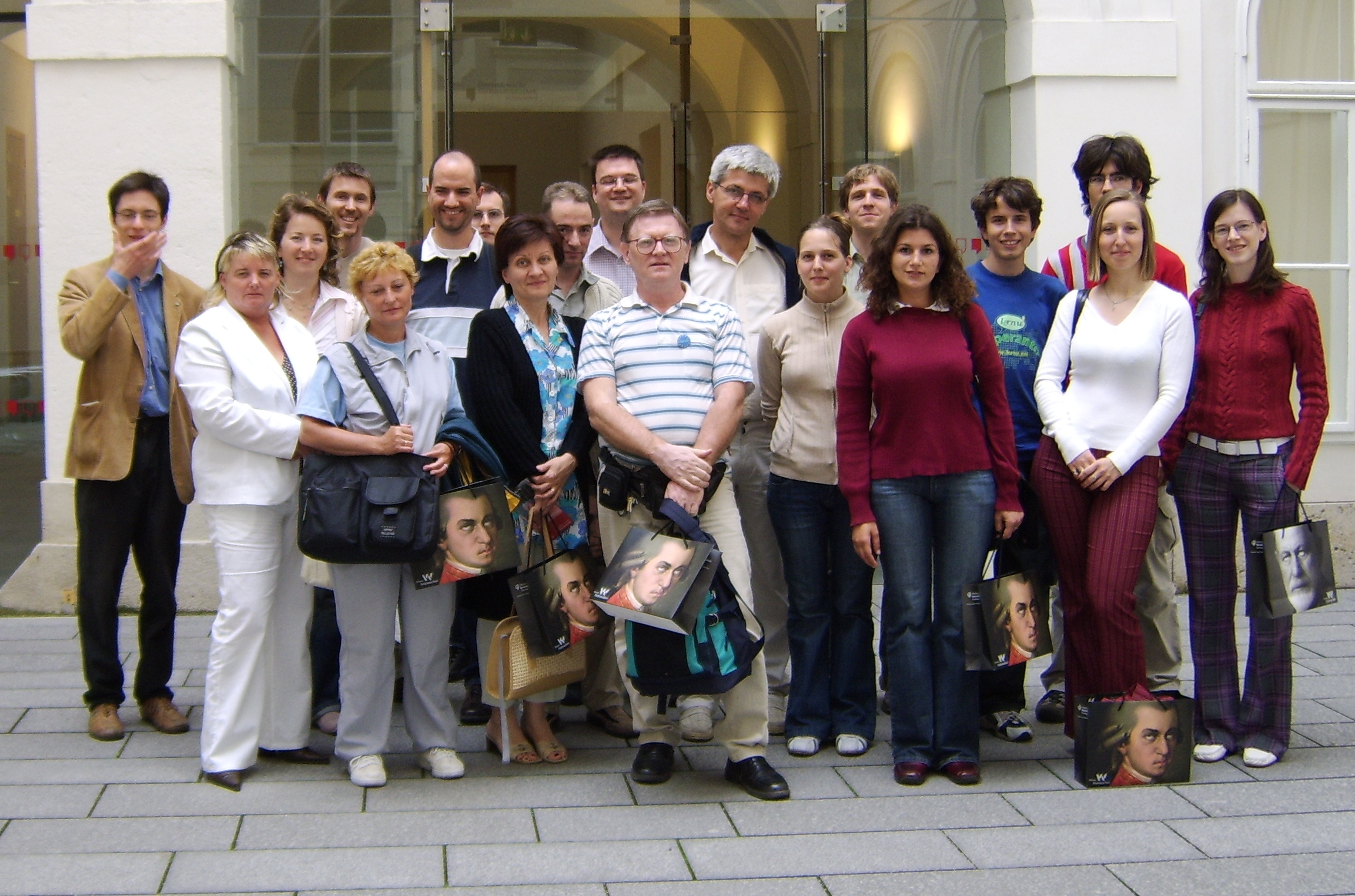
Setkání esperantistů z partnerských měst Vídně (Bratislava, Brno a Budapešť)

#### Schůze a cestování

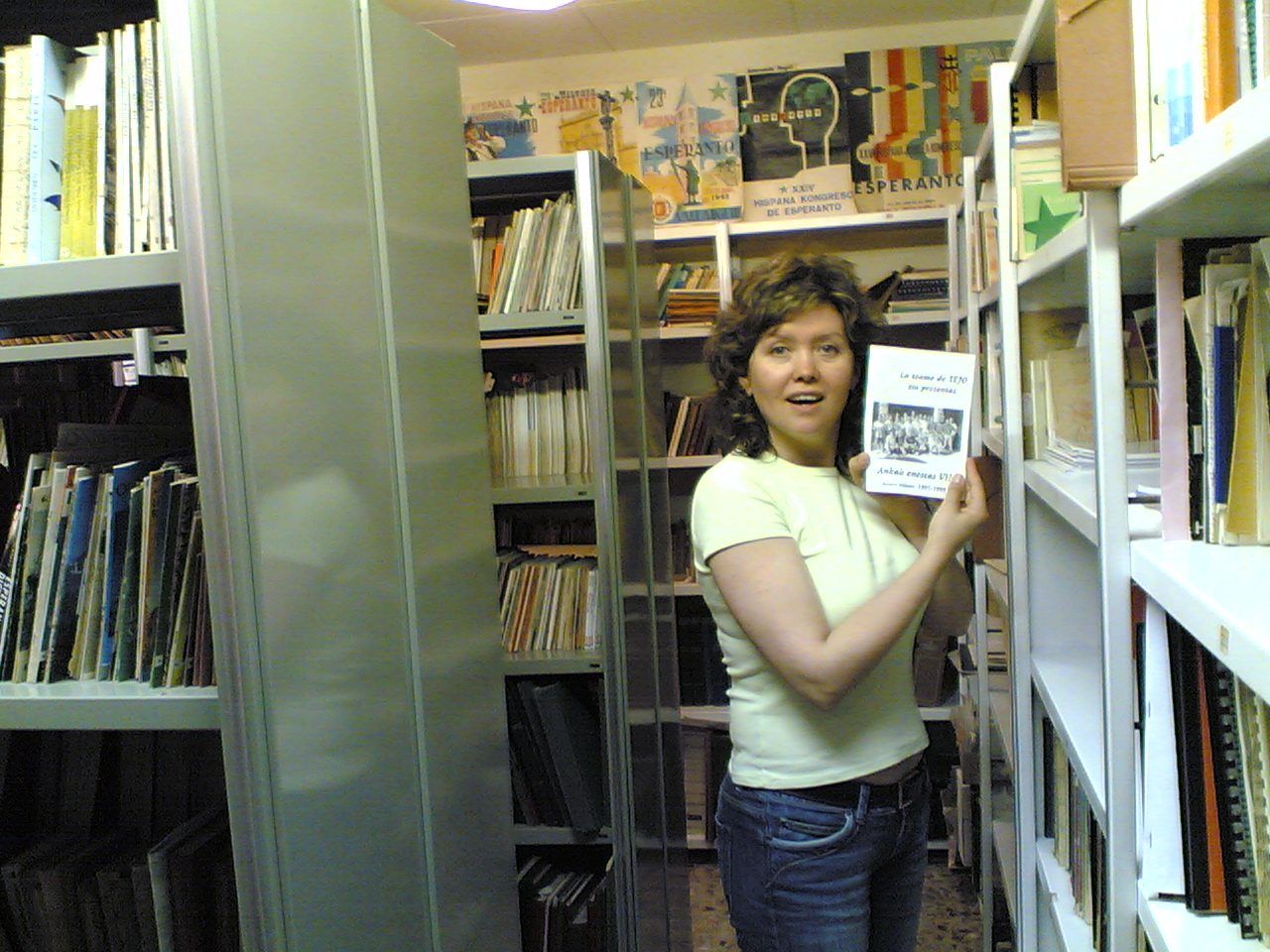
Knihovna Španělského esperantského muzea disponuje více než 10 000 knihami a 13 000 ročníkovými sbírkami časopisů

V esperantu se každoročně konají stovky mezinárodních konferencí a setkání – bez tlumočníků. Největšími jsou Světové esperantské kongresy, naposledy pořádané ve městech Lisabon (Portugalsko, 2018), Lahti (Finsko, 2019), Montréal (Kanada, 2022), Turín (Itálie, 2023) a Arusha (Tanzanie, 2024). Další se bude konat v červenci 2025 v Brně (Česko). V letech 1921 a 1996 hostila Světový kongres Praha.
Od roku 1938 se každoročně koná také Mezinárodní kongres esperantské mládeže, který v roce 2025 hostí Indonésie; v Česku takový kongres pořádala Česká esperantská mládež v roce 2009 v Liberci za účasti 343 osob ze 41 zemí. Šesté setkání esperantistů ze zemí středního východu se v roce 2013 uskutečnilo v Jerevanu, osmý Celoamerický kongres byl uspořádán roku 2011 v São Paulu a sedmý Asijský kongres proběhl v Jeruzalémě v roce 2013.
Pasporta Servo je služba pro podporu využití esperanta v cestování. Zabezpečuje ji sekce mládeže Světového esperantského svazu. Jejím základem je každoročně vydávaná publikace obsahující adresy 1087 hostitelů v 672 městech 90 zemí (vydání z roku 2011), poskytujících bezplatně ubytování cestujícím hovořícím esperantem. Od roku 2009 je služba zabezpečována primárně v elektronické podobě na internetu, tištěný seznam hostitelů však nadále zůstává dostupný.

#### Výzkum a knihovny
Na mnoha univerzitách je esperanto součástí lingvistických kurzů, některé ho nabízejí jako nezávislý studijní obor. Zvláště pozoruhodné jsou Univerzita Eötvöse Loránda v Budapešti s oddělením esperantologie na katedře všeobecné a aplikované jazykovědy a Univerzita Adama Mickiewicze v polské Poznani s diplomovým programem z interlingvistiky. Bibliografie amerického Sdružení moderních jazyků registruje každoročně více než 300 odborných publikací o esperantu. Knihovna Esperantského svazu Velké Británie má více než 20 tisíc svazků. Mezi další velké knihovny patří Hodlerova knihovna v rotterdamském ústředí Světového esperantského svazu, Esperantská knihovna v německém Aalenu nebo knihovna Mezinárodního esperantského muzea ve Vídni, které je součástí Rakouské národní knihovny. Knihovny ve Vídni a Aalenu poskytují informace o svých sbírkách také prostřednictvím internetu a jsou přístupné prostřednictvím mezinárodní meziknihovní výpůjční služby. V České republice funguje od roku 2008 Muzeum esperanta ve Svitavách.

#### Profesní kontakty a odborné zájmy

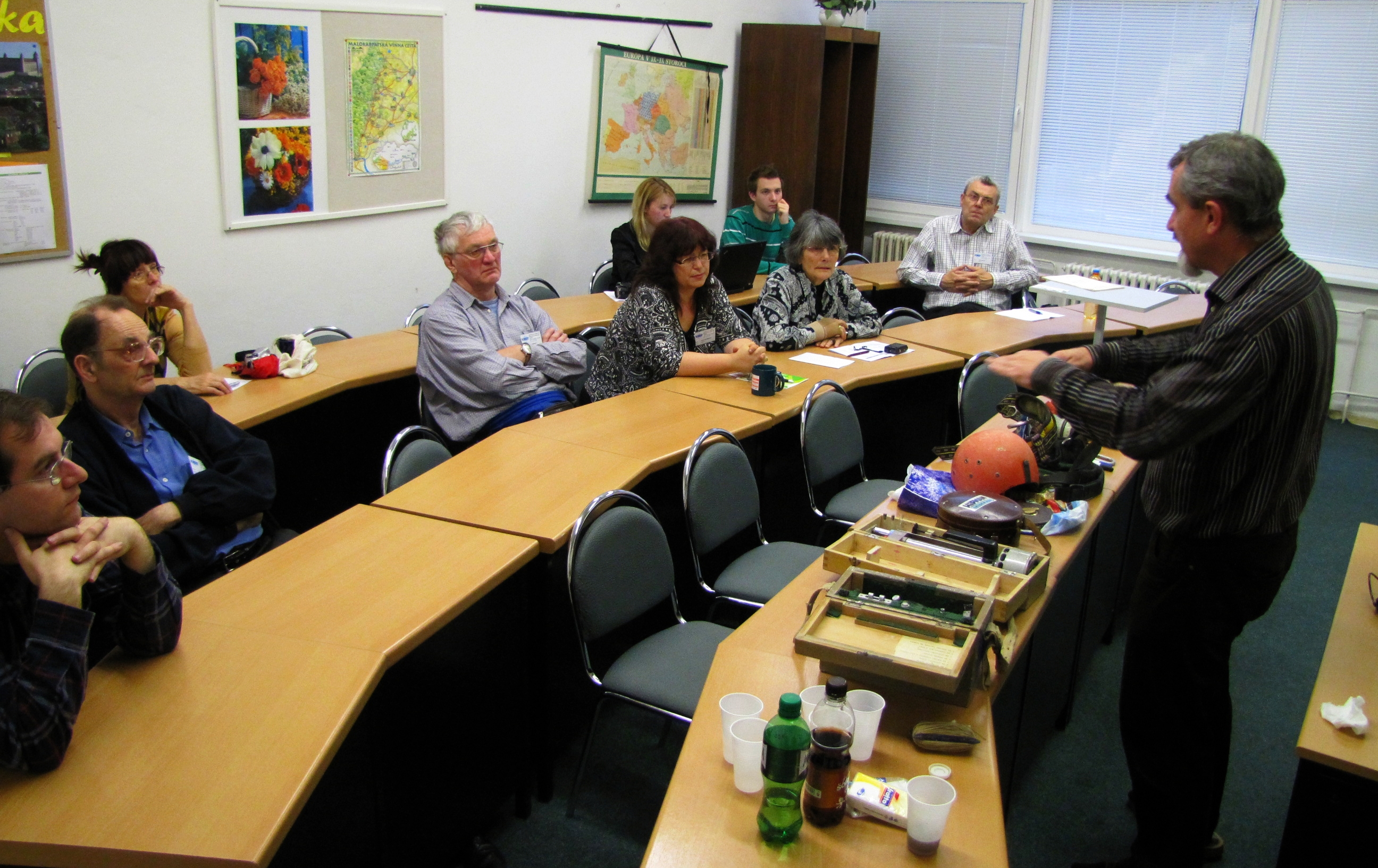
Konference o užití esperanta ve vědě a technice (Modra, 2010)

Esperantisté jsou sdruženi i v rozmanitých odborných svazech, jako např. lékaři, spisovatelé, železničáři, vědci, hudebníci a mnozí jiní. Tato sdružení často vydávají své vlastní časopisy, organizují konference a pomáhají rozšiřovat profesionální a speciální využívání esperanta. Mezinárodní akademie věd v San Marinu, která zařadila esperanto mezi svých pět pracovních jazyků, usnadňuje spolupráci na univerzitní úrovni. Pravidelně se konají konference o využití esperanta ve vědě a technice (např. KAEST v Česku a na Slovensku od roku 1978). Původní a přeložené publikace pravidelně vycházejí v oborech astronomie, informatika, botanika, entomologie, chemie, právo a filozofie. Esperantská podoba encyklopedie Wikipedie vznikla jako jedna z jejích prvních jazykových verzí roce 2001, a díky této verzi a českému esperantistovi Miroslavu Malovcovi o rok později vznikla česká mutace této internetové encyklopedie. Existují zájmové organizace esperantistů, jako jsou skauti, zrakově postižení, šachisté, hráči Go (japonská národní hra). Mládežnická sekce Světového esperantského svazu – Světová esperantská mládež (TEJO) organizuje mezinárodní setkání a vydává svá vlastní periodika. Buddhisté, šintoisté, katolíci, kvakeři, protestanti, mormoni a bahaisté mají vlastní esperantské organizace. Rovněž mnohé další společenské organizace používají esperanto.

#### Hudba

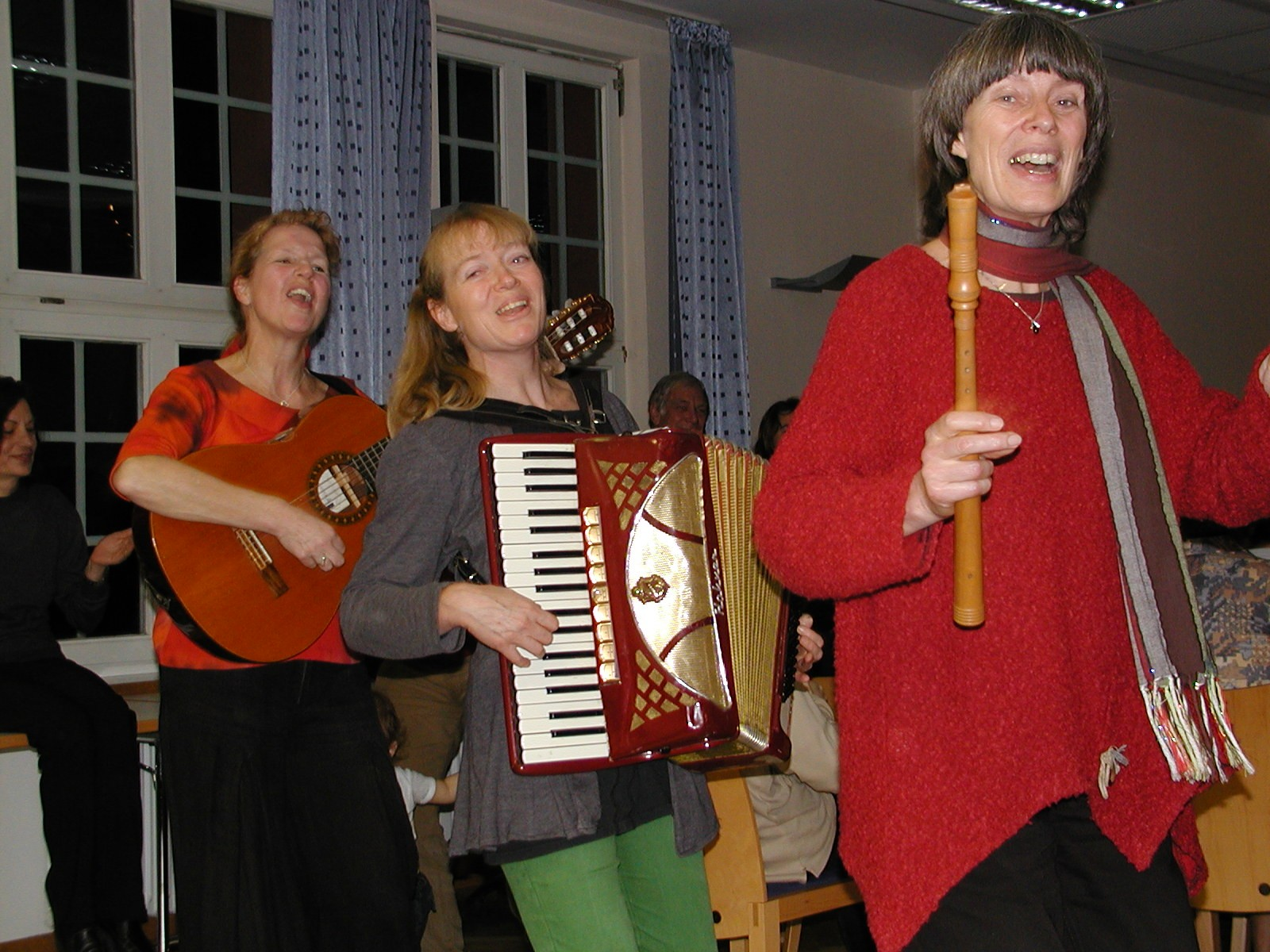
Čtyřčlenná nizozemská hudební skupina Kajto se zaměřuje na frískou lidovou hudbu, námořnické písně a kánony

Hudební žánry v esperantu zahrnují lidové písně, rockovou hudbu, kabarety, písně pro sólisty a pro sbory i operu. Mezi aktivní esperantské hudebníky se řadí např. švédská společenskokritická skupina La Perdita Generacio, okcitánský zpěvák JoMo, finská skupina Dolchamar, brazilská Supernova, fríské uskupení Kajto či polský bard a přítel Jarka Nohavici Georgo Handzlik. Též někteří populární skladatelé a umělci, včetně britského Elvise Costella a amerického Michaela Jacksona, nahrávali písně v esperantu, komponovali skladby inspirované tímto jazykem nebo jej používali ve svých propagačních materiálech. Známá československá pop-rocková skupina Team po velkém úspěchu svého prvního alba Team nahrála toto album i v esperantu a už v roce 1989 díky tomu mohla vystoupit na několika zahraničních esperantských setkáních. Jeden z jejích členů, Milan Dočekal, se s esperantskou verzí písně Drahá, vráť mi hlavu představil i na výběrovém albu Vinilkosmo kompil' Volumo 2, a posléze vydal i vlastní album s několika dalšími písněmi v esperantu. Některé písničky z alba Esperanto od Warner Bros., které vyšlo – celé v esperantu – ve Španělsku v listopadu 1996, dosáhly vysokého umístění ve španělských hitparádách; obdobně se v roce 1999 v Německu proslavila se singlem Esperanto hiphopová skupina Freundeskreis. Klasická díla pro orchestr a sbor s esperantskými texty jsou Sútra srdce od Lou Harrisona a První symfonie od Davida Gainese (oba z USA). Ve francouzském Toulouse existuje hudební vydavatelství Vinilkosmo, které se specializuje na produkci esperantské hudby. Hlavní internetový esperantský zpěvník KantarViki v květnu 2013 překonal hranici 3 000 písní, a to jak původních, tak přeložených. Mimo něj na internetu existuje rovněž Esperantsko-slovenský spevník.

#### Divadlo a kino

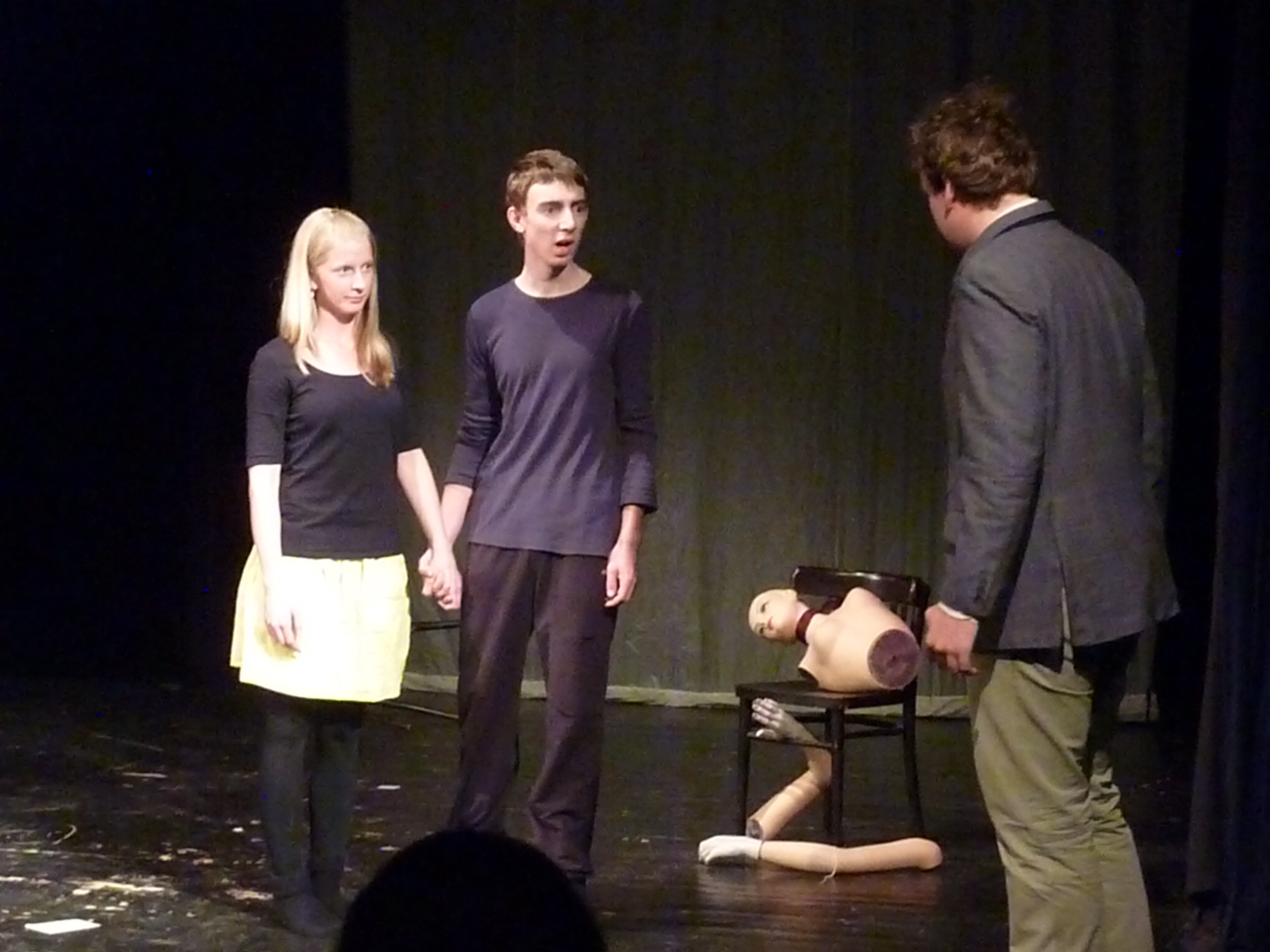
Studentské divadlo DOMA ze Svitav nacvičilo v roce 2012 adaptaci dramatu R.U.R. Karla Čapka v esperantském překladu z roku 1926.

Divadelní hry od dramatiků tak různorodých jako Goldoni, Ionesco, Shakespeare a Alan Ayckbourg se v posledních letech hrají i v esperantu. Někdy se esperanto používá ve filmech jako kulisa – např. v Chaplinově Diktátorovi v něm jsou napsány nápisy a plakáty – jindy zase k vykreslení budoucnosti – např. v akčním filmu Blade: Trinity nebo v komediálním vědecko-fantastickém seriálu Červený trpaslík – či jde o jazyk alternativců (Tohle je náš svět). Celovečerní filmy jsou však méně obvyklé. Přesto existuje asi 15 celovečerních filmů, které se tématu esperanta nějakým způsobem dotýkají. Pozoruhodnou výjimkou je kultovní film Incubus (v hlavní roli William Shatner), jehož dialogy jsou výlučně v esperantu. Do esperanta bývají překládány také titulky k filmům; organizaci jejich překládání a jejich shromažďování se věnuje webová stránka Verda Filmejo. Z Verda Filmejo se vyčlenila tvůrčí skupina Filmoj sen Limoj („Filmy bez hranic“) s cílem připravovat esperantské znění k filmům. Tato skupina v roce 2011 uspořádala v São Paulu první esperantský filmový festival, v jehož rámci proběhla i soutěž velmi krátkých filmů. Od roku 2021 probíhá v USA každoročně festival Usona Bona Film-Festivalo s finančními odměnami a profesionálními účastníky. Objevilo se také několik amatérských esperantských filmových projektů a společností, které produkují krátkometrážní snímky plně v esperantu, obvykle v délce několika desítek minut.

#### Periodika
V esperantu se pravidelně vydává více než 100 časopisů a revuí, včetně zpravodajského měsíčníku „Monato“ („Měsíc“), literární revue „Beletra almanako“ („Beletristický almanach“) a revue „Esperanto“ Světového esperantského svazu. Dvojtýdeník aktualit „Eventoj“ („Události“) je nabízen i v bezplatné elektronické verzi a svým předplatitelům jsou v elektronické podobě dostupné i ostatní zmiňované a další významné časopisy, včetně internetového archivu starších čísel. Dále vycházejí také periodika o medicíně, přírodních vědách, časopisy s náboženskou tematikou, pro mládež, pro pedagogy, stejně jako literární revue či různé speciálně zaměřené časopisy.

#### Rozhlas a televize

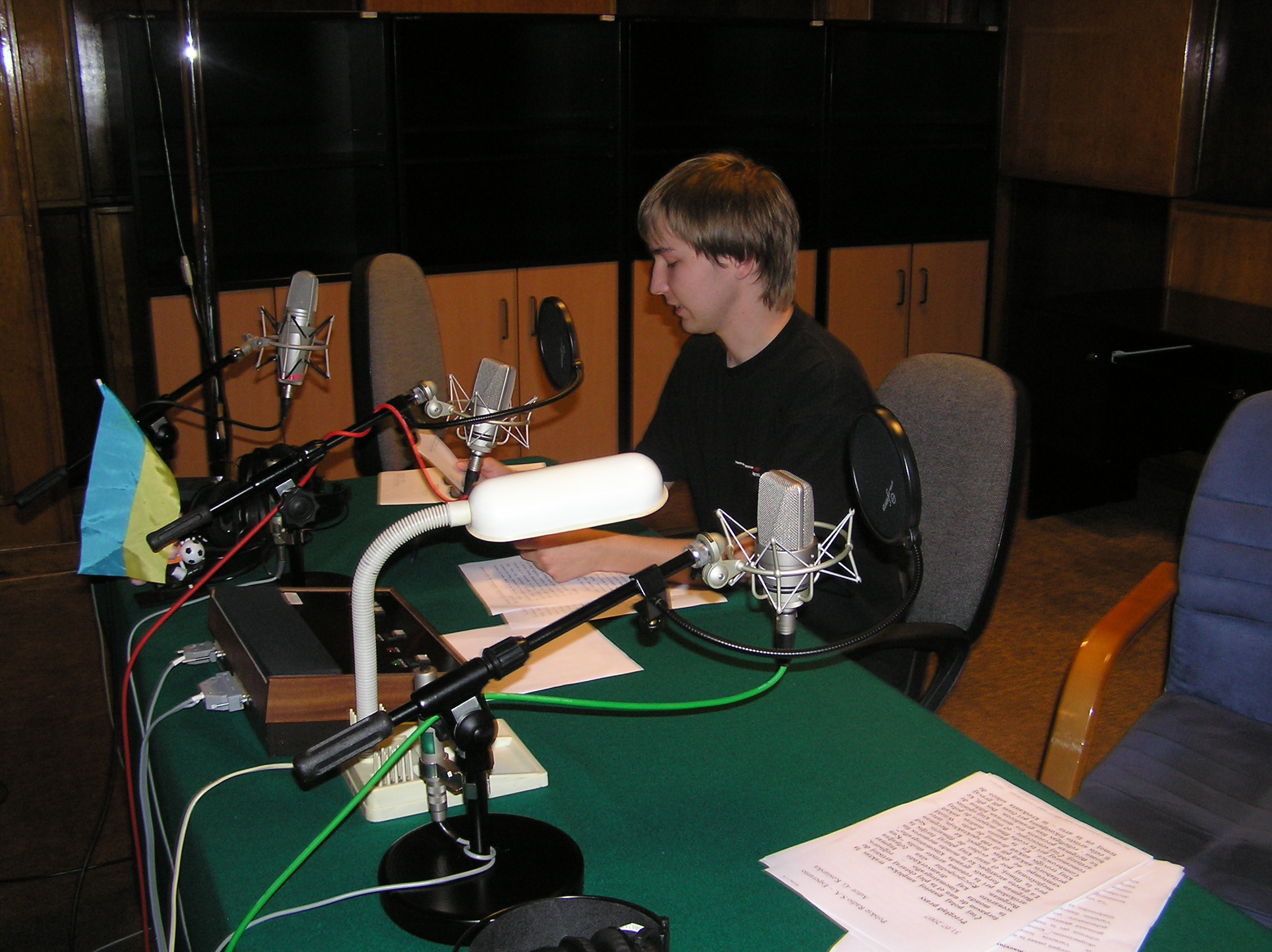
Tradice esperantské redakce Polského rozhlasu založené roku 1959 trvá až dodnes (od roku 2007 v podobě internetového vysílání)

Rozhlasové stanice v Brazílii, Číně, Kubě či Vatikánu vysílají v esperantu pravidelné relace. Některé rozhlasové programy lze poslouchat také na internetu, další stanice (profesionální i amatérské) působí na internetu primárně. Internetové rádio Muzaiko od července 2011 vysílá v esperantu 24 hodin denně. Televizní kanály v různých zemích vysílají kurzy esperanta, včetně nejnovější 16dílné adaptace kurzu BBC „Mazi en Gondolando“ („Mazi v Gondolandu“), kterou odvysílal televizní kanál TVP 1, nebo dokumentárního filmu „Esperanto je…“ (2008). V letech 2005–2006 fungoval také projekt mezinárodní internetové esperantské televize „Internacia Televido“.

#### Internet
Elektronické sítě a především internet jsou nejrychleji rostoucími prostředky komunikace mezi uživateli esperanta. Existuje mnoho stovek diskuzních skupin v esperantu, které se zabývají rozmanitými tématy, od používání jazyka v rodině až po obecnou teorii relativity. Webové stránky v esperantu se počítají na statisíce. První verze České Wikipedie vznikla překladem z esperanta, esperantského původu je i slovo „wikipedista“ a specificky česky zakončený název „Wikipedie“. Překladač Google Translate od února 2012 podporuje esperanto jako svůj 64. jazyk a největší výkladový slovník esperanta Plena Ilustrita Vortaro (téměř 50 000 lexikálních jednotek) je od dubna 2012 dostupný zdarma na internetu. Esperantské skupiny a obsah v esperantu existují na sociálních sítích a ke komunikaci esperanto využívají uživatelé chatovacích aplikací jako jsou Telegram, Facebook Messenger, WhatsApp, Discord, IRC, XMPP či Paltalk.

#### Služby UEA
Světový esperantský svaz (UEA) vydává knihy, revue a ročenku se seznamem esperantských organizací a místních reprezentantů na celém světě. Tyto publikace, společně s informacemi o nosičích CD a DVD, kazetách atd. se nacházejí v katalogu knih, který si lze od UEA vyžádat písemně nebo konzultovat na jeho webových stránkách. Knihkupectví UEA má v zásobě více než 3500 titulů. Série „Esperantské dokumenty“, kterou UEA vydává v esperantu, angličtině a francouzštině, obsahuje studie a referáty o aktuální situaci esperanta. Tyto publikace si je možné obstarat v ústředí UEA v Rotterdamu.

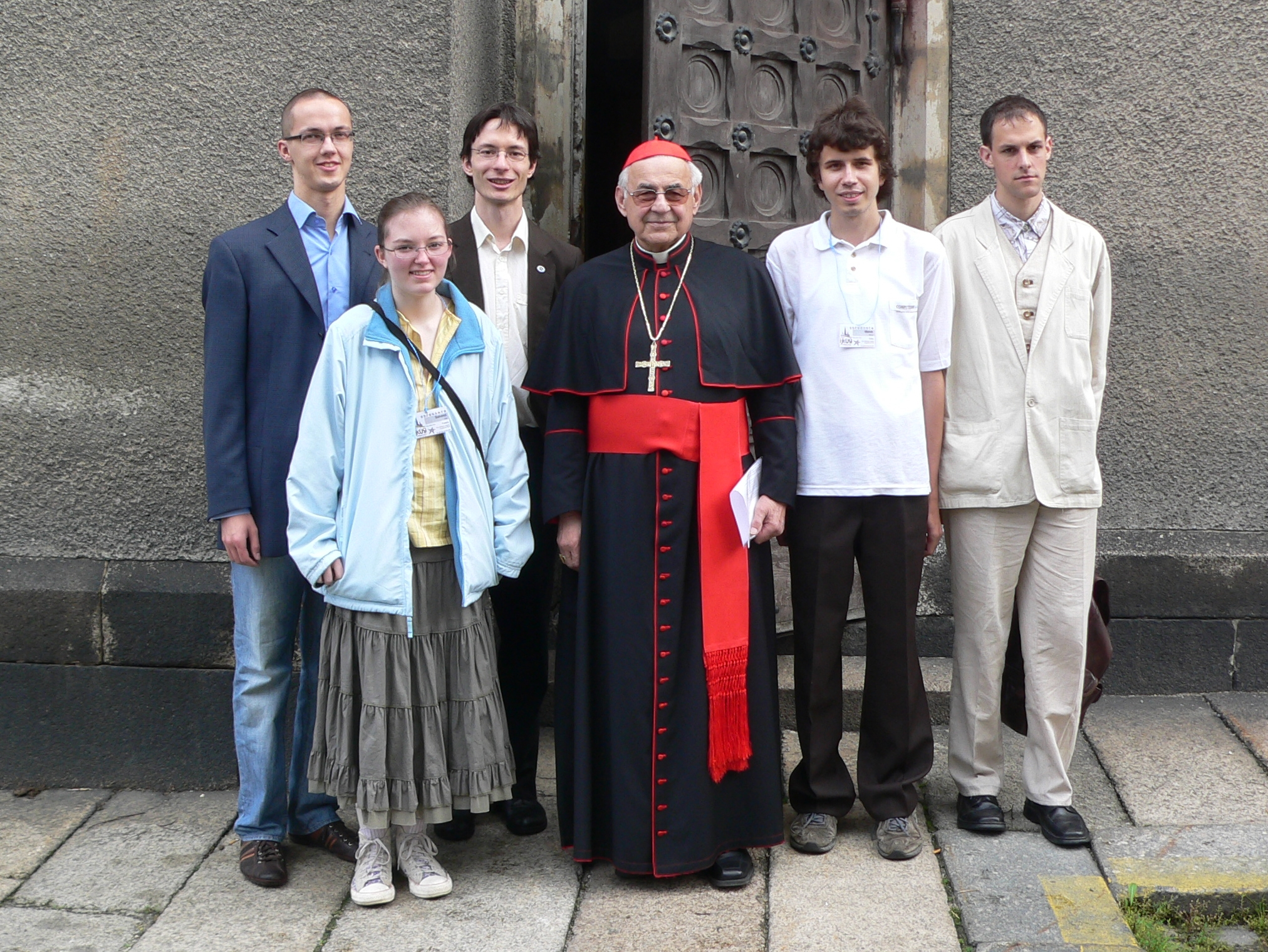
Kardinál Miloslav Vlk, který se v mládí věnoval esperantu, byl čestným členem České esperantské mládeže.

### Esperantské hnutí v Česku
V dnešní době jsou hlavními reprezentanty esperanta v Česku Český esperantský svaz, který čítá necelých 900 zaregistrovaných členů, a Česká esperantská mládež, která od svého znovuobnovení jako občanské sdružení v roce 2005 sdružuje mladé esperantisty do věku 30 let. Český esperantský svaz hostil roku 2025 v Brně 110. Světový kongres esperanta, Česká esperantská mládež pořádala v červenci 2009 ve spolupráci s organizacemi z Německa a Polska v Liberci 65. Mezinárodní kongres esperantské mládeže. Další činnost probíhá v klubech esperantistů ve větších městech po celé České republice. Kluby vydávají časopisy, pořádají kongresy, letní tábory a mnohé další akce. Kromě toho existují v Česku také další mluvčí esperanta, jejichž počet není možné určit, protože nejsou zapojeni do činnosti žádné organizace a vykonávají činnost „na vlastní pěst“ či sporadicky, a nebo jsou pouze pasivními uživateli tohoto jazyka. Mezi známé uživatele esperanta v Česku patří např. psychiatr Max Kašparů, Miloslav kardinál Vlk, ilustrátor Pavel Rak či nakladatelé Ivo Železný a Petr Chrdle (KAVA-PECH). Jediným českým členem Akademie esperanta byl v letech 2013–2022 informatik Marek Blahuš.

## Struktura jazyka
Esperanto je plánový jazyk, používaný dnes v mluvené i psané podobě. V gramatice převažují apriorní rysy s důrazem na pravidelnost a snadnou naučitelnost, zároveň však umožňuje velmi přesné vyjadřování. Jeho slovní zásoba pochází především ze západních jazyků, zatímco jeho syntax (větná skladba) a morfologie (tvarosloví) poukazují na silný slovanský vliv. Esperantské morfémy (nejmenší význam nesoucí stavební prvky jazyka) jsou neměnné a lze je téměř bez omezení kombinovat do rozmanitých slov, takže má tento jazyk mnoho společného s izolujícími jazyky jako je čínština, zatímco vnitřní struktura jeho slov připomíná aglutinační jazyky, jako jsou turečtina, svahilština a japonština.
Uvádí se, že 93 % slov esperanta je srozumitelných se znalostí románských, 90 % se znalostí germánských a 47 % se znalostí slovanských jazyků. Úplná slovní zásoba čítá asi 350 000 slov, většina z nich je však snadno odvoditelná na základě znalosti kořene.

### Abeceda a výslovnost

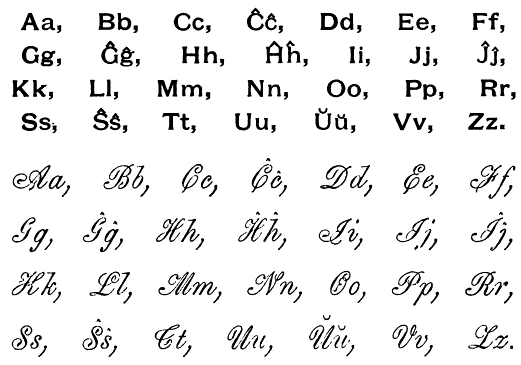
Tištěná a psaná písmena esperantské abecedy

K zápisu jazyka se užívá 28 písmen:
| Písmeno    | A a | B b | C c | Ĉ ĉ | D d | E e | F f | G g | Ĝ ĝ | H h | Ĥ ĥ | I i | J j | Ĵ ĵ | K k | L l | M m | N n | O o | P p | R r | S s | Ŝ ŝ | T t | U u | Ŭ ŭ | V v | Z z |
| Výslovnost | a   | b   | c   | č   | d   | e   | f   | g   | dž  | h   | ch  | i   | j   | ž   | k   | l   | m   | n   | o   | p   | r   | s   | š   | t   | u   | u   | v   | z   |
| IPA        | a   | b   | t͡s  | t͡ʃ  | d   | e   | f   | g   | d͡ʒ  | h   | x   | i   | j   | ʒ   | k   | l   | m   | n   | o   | p   | r   | s   | ʃ   | t   | u   | u̯   | v   | z   |

Většina písmen se v esperantu píše a hlásky vyslovují stejně jako v češtině. Najdeme však i drobné odlišnosti. Písmeno ĝ se vyslovuje jako dž ve slově džem; také užívání polohlásky ŭ není v češtině zřejmé: vyskytuje se pouze ve dvojhláskách aŭ, eŭ které se pak vyslovují stejně jako dvojhlásky au, eu v češtině ve slovech automobil či leukocyt. Skupiny au, eu se v esperantu vyslovují jako dvě samostatné hlásky, což má v češtině obdobu například ve slovech naučit či neumět, které se vlastně vyslovují jako na-učit, ne-umět. Esperanto je tedy v tomto ohledu přesnější než čeština, která v těchto případech nepřepisuje dokonale foneticky, nerozlišujíc, zda se o dvojhlásku jedná, či nikoli. Slabiky di, ti, ni se vyslovují nezměkčeně, stejně jako v češtině ve slovech diktátor, tinktura nebo nikotin.

### Slovní zásoba
Slovní zásoba pochází z různých národních jazyků. Některá nová slova i z neevropských, například z japonštiny, jedná se však o kmeny mezinárodně známé; většina nicméně pochází z hlavních evropských řečí – především z latiny, španělštiny, francouzštiny, němčiny a angličtiny. Kvůli značné shodě kmenů v těchto jazycích se mnoho esperantských kmenů objevuje ve více národních řečech.
Systém předpon a přípon významně redukuje počet slov, které je nutné se učit a usnadňuje naučitelnost. Přípony a předpony však v esperantu zároveň fungují jako běžná slova.

### Principy výběru slovních kmenů
Pojmenování dnů týdne byla převzata z románských jazyků, dle francouzských tvarů (dimanĉo, lundo, mardo…), názvy mnoha částí těla z latiny či řečtiny (hepato, okulo, brako, koro, reno…) a označení časových jednotek z germánských jazyků, dle německých tvarů (jaro, monato, tago…). Jména zvířat a rostlin pocházejí většinou z vědeckých latinských jmen.
Mnohé kořeny jsou srozumitelné mluvčím několika odlišných jazyků:
- abdiki – mluvčím angličtiny, francouzštiny, italštiny a latiny
- abituriento – mluvčím němčiny a ruštiny
- ablativo – mluvčím angličtiny, italštiny, latiny a španělštiny
- funto – mluvčím jidiš, němčiny, polštiny a ruštiny
- ŝnuro – mluvčím češtiny, němčiny a polštiny

### Ukázky slov
- z románských jazyků

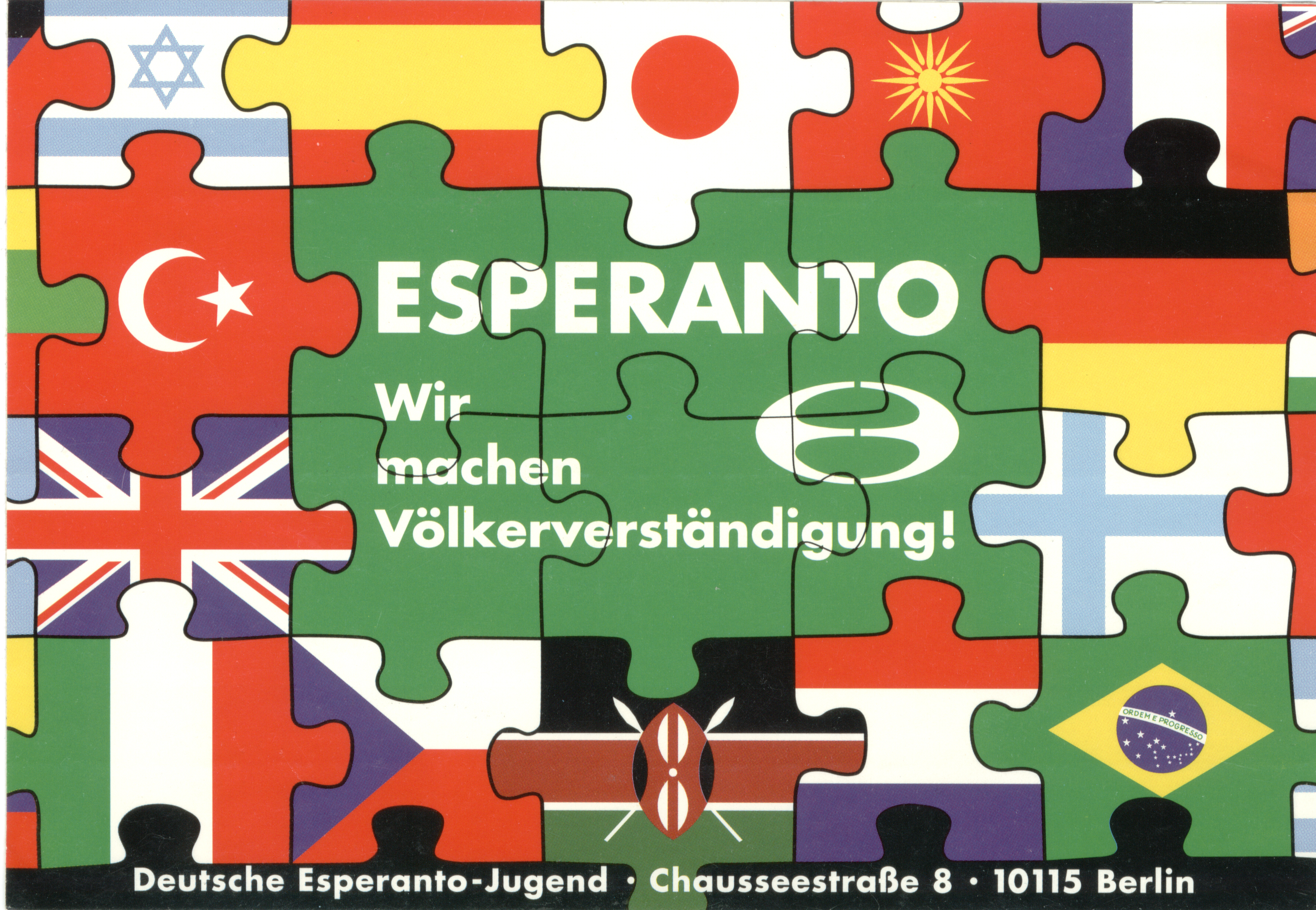
Esperanto bývá přirovnáváno k jazykové a národnostní skládačce

  - z latiny: abio (jedle), sed (ale), tamen (přece), okulo (oko), akvo (voda)
  - z francouzštiny: dimanĉo (neděle), fermi (zavřít), ĉe (u), frapi (klepat), ĉevalo (kůň)
  - z italštiny: ĉielo (nebe), fari (dělat), voĉo (hlas)
  - z více románských jazyků: facila (snadný), fero (železo), tra (skrz), verda (zelený)
- z germánských jazyků
  - z němčiny: baldaŭ (brzy), bedaŭri (litovat), haŭto (kůže), jaro (rok), nur (jen), hundo (pes), bildo (obraz)
  - z angličtiny: birdo (pták), mitingo (shromáždění), spite (navzdory), suno (slunce), ŝarko (žralok), jes (ano)
  - z více germánských jazyků: fiŝo (ryba), fremda (cizí), grundo (půda), ofta (častý), somero (léto), ŝipo (loď)
- ze slovanských jazyků
  - z polštiny: ĉu (tázací částice), krado (mříž), luti (pájet), moŝto (výsost – zdvořilostní titul)
  - z ruštiny: barakti (bojovat), vosto (ocas)
  - z češtiny: ne (ne, nikoli), roboto (robot), knedliko (knedlík), ĉerpi (čerpat)
  - z více slovanských jazyků: klopodi (usilovat), krom (kromě), prava (správný), celo (cíl), serpo (srp)
- z dalších indoevropských jazyků
  - z řečtiny: hepato (játra), kaj (a), biologio (biologie), politiko (politika)
  - z litevštiny: du (dva), ju (čím), tuj (hned)
  - ze sanskrtu: budho (budha), nirvano (nirvána), pado (stezka)
- z ugrofinské skupiny uralských jazyků
  - ze sámštiny: boaco (sob), jojko (tradiční laponský hrdelní zpěv)
  - z finštiny: lirli (zurčet, klokotat), saŭno (sauna)
  - z maďarštiny: ĉako (čepice ke stejnokroji), ĉardaŝo (čardáš), ĉuro (lidské semeno)
- ze semitských jazyků
  - z hebrejštiny: kabalo (kabala)
  - z arabštiny: kadio (kádí), aŭ (nebo)
- z dalších jazyků
  - z japonštiny: cunamo (tsunami), hajko (hajku), zeno (zen)
  - z čínštiny: tofuo (tofu)

Zamenhof dále také pečlivě vytvářel malý počet původních slovních kmenů a především předpon a přípon, jimiž je tvořena valná část slov. Díky tomu se lze v esperantu vyjádřit plynně již po naučení nevelkého počtu kořenů (asi 500–2000 slov, předpon a přípon).
Ačkoli se Zamenhof snažil esperanto internacionalizovat, kvůli své slovní zásobě zůstalo do značné míry evropské. Tento rys ovšem není pozorovatelný výlučně u esperanta: většina projektů umělých řečí užívá společné evropské slovní kmeny. Hlavním rozdílem mezi esperantem a jinými plánovými jazyky je neevropskost jeho gramatiky, o kterou se sám Zamenhof snažil především. Gramatická slovíčka (například přípony) jsou ovšem uzpůsobena tak, že si mnozí Evropané cizost gramatiky ani neuvědomují.

### Gramatika

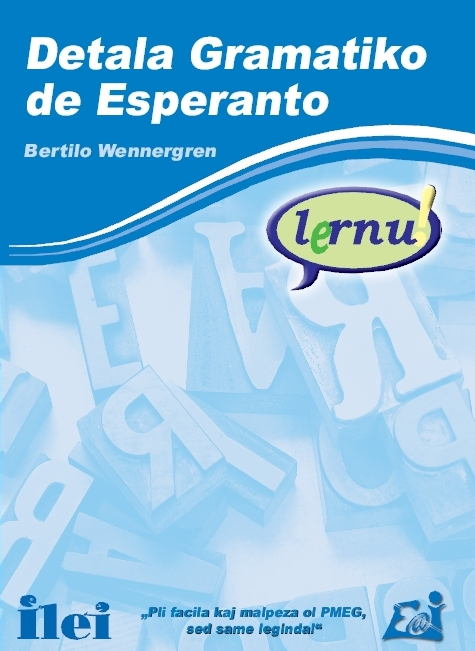
Detala Gramatiko de Esperanto („Podrobná gramatika esperanta“) – kniha Bertila Wennergrena, člena Akademie esperanta

#### Podstatná jména
|                | Nominativ | Akuzativ |
| -------------- | --------- | -------- |
| Číslo jednotné | -o        | -on      |
| Číslo množné   | -oj       | -ojn     |

Podstatné jméno má vždy koncovku -o, množné číslo -j. Esperanto má pouze dva mluvnické pády: nominativ (nominativo, odpovídá českému 1. pádu) a akuzativ (akuzativo, odpovídá českému 4. pádu). Akuzativ se tvoří připojením koncovky -n: la patro – la patron, la patroj – la patrojn. Ostatní mluvnické pády se vyjadřují pomocí předložek, např.: kun la patro – s otcem, al la patro – k otci, de la patro – od otce.

#### Přídavná jména
|                | Nominativ | Akuzativ |
| -------------- | --------- | -------- |
| Číslo jednotné | -a        | -an      |
| Číslo množné   | -aj       | -ajn     |

Přídavné jméno má vždy koncovku -a a skloňuje se jako podstatné jméno. Druhý stupeň se tvoří pomocí příslovce pli – více, třetí pomocí příslovce plej – nejvíce; slovo než se překládá jako ol: např. pli blanka ol neĝo – bělejší než sníh; la plej blanka – nejbělejší.

#### Zájmena
|             |             | Číslo jednotné  | Číslo množné    |
| ----------- | ----------- | --------------- | --------------- |
| První osoba | První osoba | mi (já)         | ni (my)         |
| Druhá osoba | Druhá osoba | ci, vi (ty, vy) | ci, vi (ty, vy) |
| Třetí osoba | rod mužský  | li (on)         | ili (oni)       |
| Třetí osoba | rod ženský  | ŝi (ona)        | ili (oni)       |
| Třetí osoba | rod střední | ĝi (ono)        | ili (oni)       |
| Neurčité    | Neurčité    | oni („někdo“)   | oni („někdo“)   |
| Zvratné     | Zvratné     | si (si)         | si (si)         |

- Osobní zájmena jsou: mi – já; vi – ty, vy, Vy; li – on; ŝi – ona; ĝi – ono; si – se; ni – my; ili – oni, ony, ona. Je-li v druhé osobě třeba rozlišit jednotné a množné číslo, lze pro jednotné užít zájmeno ci – ty, se kterým se však lze setkat jen zřídka. Zájmeno oni se užívá k vyjádření neurčitého podmětu, podobně jako německé man či francouzské on: oni diras – říká se.
- Přivlastňovací zájmena se tvoří koncovkou přídavného jména -a: mia – můj. Zájmena se skloňují stejně jako podstatná jména: min – mě, mne.
- Další druhy zájmen jsou realizovány jako souvztažná slova.

#### Číslovky
- Základní číslovky jsou nesklonné: 1 – unu, 2 – du, 3 – tri, 4 – kvar, 5 – kvin, 6 – ses, 7 – sep, 8 – ok, 9 – naŭ, 10 – dek, 100 – cent, 1000 – mil.
 Čísla se tvoří prostým řazením číslovek: 5432 – kvin mil kvarcent tridek du.
- Řadové číslovky nesou koncovku přídavného jména: kvara – čtvrtý.
- Zlomky mají příponu -on-: kvarono – čtvrtina.
- Souborové číslovky se tvoří příponou -op-: kvaropo – čtveřice.
- Násobné číslovky označuje přípona -obl-: kvarobla – čtyřnásobný, kvaroble – čtyřnásobně.
- Podílné číslovky následují po předložce po: po kvar – po čtyřech.
- Číslovky mohou též nést koncovku podstatného jména či příslovce: kvaro – čtyřka, kvare – za čtvrté.

#### Slovesa

Esperanto rozlišuje pravidelnými koncovkami tyto tři slovesné časy:
-is – minulý
-as – přítomný
-os – budoucí

|              | Oznamovací způsob | Příčestí činné | Příčestí trpné | Neurčitek | Rozkazovací způsob | Podmiňovací způsob |
| ------------ | ----------------- | -------------- | -------------- | --------- | ------------------ | ------------------ |
| Čas minulý   | -is               | -int-          | -it-           | -i        | -u                 | -us                |
| Čas přítomný | -as               | -ant-          | -at-           | -i        | -u                 | -us                |
| Čas budoucí  | -os               | -ont-          | -ot-           | -i        | -u                 | -us                |

Sloveso se nemění ani v osobě ani v čísle: mi faras – dělám, la patro faras – otec dělá, ili faras – oni/ony/ona dělají. Přítomný čas má koncovku -as, minulý -is, budoucí -os, podmiňovací způsob -us, rozkazovací způsob -u, neurčitý způsob -i.
Příčestí a přechodníky mají v esperantu větší rozlišovací schopnost než v běžných jazycích.
Lze rozlišit šest příčestí:
- Příčestí přítomné činné se tvoří příponou -ant-: faranta – dělající.
- Příčestí minulé činné se tvoří příponou -int-: farinta – dělavší.
- Příčestí budoucí činné se tvoří příponou -ont-: faronta – hodlající dělat.
- Příčestí přítomné trpné se tvoří příponou -at-: farata – dělán, dělaný.
- Příčestí minulé trpné se tvoří příponou -it-: farita – udělán, udělaný.
- Příčestí budoucí trpné se tvoří příponou -ot-: farota – mající být dělán.

Přechodníky se tvoří použitím příslovečné koncovky -e za tvarem příčestí: farante – dělaje, farinte – udělav, faronte – hodlaje dělat.
Všechny tvary trpného rodu se tvoří pomocí příslušného tvaru pomocného slovesa esti – být a trpného příčestí dotyčného slovesa, při čemž se pro konatele používá předložky de: ŝi estas amata de ĉiuj – (ona) je milována všemi.

#### Souvztažná slova
Mezi souvztažná slova patří korelativní zájmena a zájmenná příslovce. Systém jejich odvozování je pravidelný a přehledně jej ukazuje následující tabulka:
|                |     | Tázací           | Ukazovací    | Neurčité                | Všeobecné              | Záporné             |
| ki-            | ti- | i-               | ĉi-          | neni-                   |                        |                     |
| -------------- | --- | ---------------- | ------------ | ----------------------- | ---------------------- | ------------------- |
| Vlastnosti     | -a  | kia (jaký)       | tia (takový) | ia (nějaký)             | ĉia (všelijaký)        | nenia (nijaký)      |
| Důvodové       | -al | kial (proč)      | tial (proto) | ial (z nějakého důvodu) | ĉial (ze všech důvodů) | nenial (bez důvodu) |
| Časové         | -am | kiam (kdy)       | tiam (tehdy) | iam (někdy)             | ĉiam (vždy)            | neniam (nikdy)      |
| Místní         | -e  | kie (kde)        | tie (tam)    | ie (někde)              | ĉie (všude)            | nenie (nikde)       |
| Způsobové      | -el | kiel (jak)       | tiel (tak)   | iel (nějak)             | ĉiel (všelijak)        | neniel (nijak)      |
| Přivlastňovací | -es | kies (čí)        | ties (toho)  | ies (něčí)              | ĉies (všech)           | nenies (ničí)       |
| Věci           | -o  | kio (co)         | tio (to)     | io (něco)               | ĉio (vše)              | nenio (nic)         |
| Množstevní     | -om | kiom (kolik)     | tiom (tolik) | iom (trochu)            | ĉiom (všechno)         | neniom (ani trochu) |
| Osobní/Vztažné | -u  | kiu (kdo, který) | tiu (ten)    | iu (někdo)              | ĉiu (každý)            | neniu (nikdo)       |

#### Ostatní slovní druhy a gramatická pravidla
- Příslovce odvozená od přídavných jmen mají koncovku -e, stupňují se také jako přídavná jména: laŭta – hlasitý, laŭte – hlasitě; mia frato kantas pli bone ol mi – můj bratr zpívá lépe než já.
- Předložky se všechny pojí s nominativem; některé (při určování směru) také s akuzativem: en la domo – v domě, en la domon – do domu. Při odpovědi na otázku „kam“ lze díky použití akuzativu předložku i úplně vynechat: hejmen – domů, Pragon – do Prahy. Každá předložka má určitý a stálý význam; v nerozhodném případě lze použít neurčitou předložku je, která je překládána dle kontextu různě: sopiro je la patrujo – touha po vlasti, Je kioma horo? – V kolik hodin?.
- Spojky jsou užívány stejně, jako ve slovanských jazycích.
- Člen určitý (la) je stejný pro všechny rody a pády v čísle jednotném i množném. Neurčitý člen neexistuje.
- Výslovnost je fonetická – každé slovo se čte tak, jak je psáno (viz sekci Abeceda).
- Přízvuk je u víceslabičných slov vždy na předposlední slabice, vyslovuje se tedy: Mi ĉion povas fari en tiu, kiu min fortikigas.
- Složená slova se tvoří prostým spojením slov, přičemž lze odvrhnout koncovku: skrib-maŝino – psací stroj, maŝin-skribo – strojové písmo, písmo psané strojem.
- Zápor se tvoří ve větě pouze jedním záporným slovem (záporkou): Nikdo to neviděl – Neniu tion vidis. (Nesprávně: Neniu tion ne vidis). Nikdo z nás nikdy nic takového neviděl – Neniu el ni iam ion tian vidis. (Nesprávně: Neniu el ni neniam nenion tian ne vidis).
- Takzvaná cizí slova se z jiných jazyků přejímají obvykle beze změny, píší se však foneticky.[90]

## Srovnání esperantského a českého textu

### Otče náš
| Patro nia, kiu estas en la ĉielo, sanktigata estu via nomo. Venu via regno. Fariĝu via volo, kiel en la ĉielo, tiel ankaŭ sur la tero. Nian panon ĉiutagan donu al ni hodiaŭ. Kaj pardonu al ni niajn ŝuldojn, kiel ankaŭ ni pardonas al niaj ŝuldantoj. Kaj ne konduku nin en tenton, sed liberigu nin de la malbono. Amen. | Otče náš, jenž jsi na nebesích, posvěť se jméno tvé. Přijď království tvé. Buď vůle tvá jako v nebi, tak i na zemi. Chléb náš vezdejší dej nám dnes. A odpusť nám naše viny, jako i my odpouštíme našim viníkům. A neuveď nás v pokušení, ale zbav nás od zlého. Amen. |
| Otče náš v esperantu Problémy s přehráváním? Nápověda. | |

### Všeobecná deklarace lidských práv
| esperanto | Ĉiuj homoj estas denaske liberaj kaj egalaj laŭ digno kaj rajtoj. Ili posedas racion kaj konsciencon, kaj devus konduti unu al alia en spirito de frateco. |
| česky     | Všichni lidé se rodí svobodní a sobě rovní co do důstojnosti a práv. Jsou nadáni rozumem a svědomím a mají spolu jednat v duchu bratrství.                 |

## Užitečné fráze
Několik užitečných frází, s fonetickou transkripcí:
| Čeština             | Esperanto                 | Transkripce                         |
| ------------------- | ------------------------- | ----------------------------------- |
| Ahoj.               | Saluton.                  | [sa.ˈlʊ.ton]                        |
| Jak se jmenujete?   | Kiel vi nomiĝas?          | [ˈkɪ.ɛl vɪ no.ˈmɪ.d͡ʒas]             |
| Jmenuji se…         | Mi nomiĝas…               | [mɪ no.ˈmɪ.d͡ʒas]                    |
| Kolik?              | Kiom?                     | [ˈkɪ.om]                            |
| Mluvíte esperantem? | Ĉu vi parolas Esperanton? | [ˈt͡ʃʊ vɪ pa.ˈro.las ɛs.pe.ˈran.ton] |
| Nerozumím vám.      | Mi ne komprenas vin.      | [mɪ nɛ kom.ˈprɛ.nas vɪn]            |
| Děkuji.             | Dankon.                   | [ˈdan.kon]                          |
| Není zač.           | Ne dankinde.              | [ˈnɛ dan.ˈkɪn.dɛ]                   |
| Račte.              | Bonvolu.                  | [bon.ˈvo.lʊ]                        |
| Na zdraví!          | Je via sano!              | [jɛ ˈvɪ.a ˈsa.no]                   |
| Blahopřeji!         | Gratulon!                 | [ɡra.ˈtʊ.lon]                       |
| Dobře.              | Bone.                     | [ˈbo.nɛ]                            |
| Je pěkný den.       | Estas bela tago.          | [ˈɛs.tas ˈbɛ.la ˈta.ɡo]             |
| Miluji tě.          | Mi amas vin.              | [mɪ ˈa.mas vɪn]                     |
| Na shledanou!       | Ĝis revido!               | [d͡ʒɪs rɛ.ˈvɪ.do]                    |
| Prosím jedno pivo.  | Unu bieron, mi petas.     | [ˈʊ.nʊ bɪ.ˈɛ.ron mɪ ˈpɛ.tas]        |
| Co je to?           | Kio ĝi estas?             | [ˈkɪ.o d͡ʒɪ ˈɛs.tas]                 |
| To je…              | Ĝi estas…                 | [d͡ʒɪ ˈɛs.tas]                       |
| Jak se vám daří?    | Kiel vi fartas?           | [ˈkɪ.ɛl vɪ ˈfar.tas]                |
| Dobré ráno!         | Bonan matenon!            | [ˈbo.nan ma.ˈtɛ.non]                |
| Dobrý den!          | Bonan tagon!              | [ˈbo.nan ˈta.ɡon]                   |
| Dobrý večer!        | Bonan vesperon!           | [ˈbo.nan vɛs.ˈpɛ.ron]               |
| Dobrou noc!         | Bonan nokton!             | [ˈbo.nan ˈnok.ton]                  |

Další slovníkové informace naleznete na Wikislovníku.

## Kritika
Ve vztahu k esperantu a jiným plánovým jazykům se objevuje mnoho argumentů pro i proti. Obecnější kritika bývá většinou směrována v první řadě na nejazykové aspekty: Vzhledem k dominanci angličtiny (dříve francouzštiny) nemá prý nová řeč šanci tuto jazykovou nadvládu rozbít, případně převzít; celosvětové zavedení esperanta by také údajně nebylo vůči jiným jazykům nijak přátelštější. Jazykově orientovaná kritika zase tvrdí, že „uměle“ vytvořený jazyk není vhodný pro praktické použití a není v něm prý ani možné psát krásnou literaturu.
Konkrétně vůči esperantu bývá také namítáno, že není natolik jednoduché, jak by plánový jazyk teoreticky mohl být, nebo že je příliš evropské (dnes řidčeji také nedostatečně evropské). Terčem kritiky bývají rovněž některé prvky jeho struktury, jako např. písmena s diakritickými znaménky nebo akuzativ, či dokonce jednotlivá slova.

## Metaforické použití slova „esperanto“
Metaforicky se slovo esperanto občas používá k označení něčeho mezinárodního, zprostředkujícího, smíšeného, sjednocujícího či neutrálního – tak je například Java označována za „esperanto programovacích jazyků“ nebo Linux za „esperanto světa počítačů“, volně šiřitelné písmo Noto dávající jednotný vzhled textům v mnoha jazycích se nazývá „esperantem písem“, či se mluví o „daňovém esperantu“ spojujícím nejosvědčenější prvky daňových soustav jednotlivých členských států EU. Rozhodnutí společnosti Google přestat v prohlížeči Chrome podporovat patentovaně chráněný video kodek H.264 ve prospěch otevřeného formátu WebM bylo kritiky z Microsoftu přirovnáno k zavedení esperanta jako úředního jazyka Spojených států.
Takové analogie však mohou být často zavádějící. Příkladem je označení esperantská měna použité pro euro: To bylo vytvořeno, aby nahradilo ostatní měny – esperantisté však až na výjimky neusilují o odstranění národních jazyků. S esperantem však euro sdílí svou neutralitu.